# Elezioni comunali in Puglia del 1995
Le elezioni comunali in Puglia del 1995 si tennero il 23 aprile (con ballottaggio il 7 maggio) e il 19 novembre (con ballottaggio il 3 dicembre), in contemporanea con le elezioni amministrative nelle altre regioni italiane e le elezioni regionali in Puglia. Complessivamente, sono andati al voto 105 comuni (94 ad aprile, 9 a novembre e 2, i comuni di Monteleone di Puglia e Montemesola, in entrambe le tornate elettorali), di cui 28 comuni con popolazione superiore ai 15.000 abitanti (23 ad aprile e 5 a novembre).

## Riepilogo sindaci eletti
Coalizione di centro-destra
     Coalizione di centro-sinistra
     Coalizione di centro
     Coalizione di sinistra
     Coalizione di destra
     Partito della Rifondazione Comunista
     Patto dei Democratici
     Cristiani Democratici Uniti
     Partito Socialista Italiano
     Partito Repubblicano Italiano
     Partito Popolare Italiano/DC
     Partito Democratico della Sinistra
     Commissario prefettizio
| Provincia | Comune                | Popolazione legale (censimento 1991) | Sindaco uscente | Sindaco uscente                 | Sindaco eletto | Sindaco eletto                         | Primo turno | Primo turno | Secondo turno | Secondo turno | Seggi   |
| Provincia | Comune                | Popolazione legale (censimento 1991) | Sindaco uscente | Sindaco uscente                 | Sindaco eletto | Sindaco eletto                         | Voti        | %           | Voti          | %             | Seggi   |
| --------- | --------------------- | ------------------------------------ | --------------- | ------------------------------- | -------------- | -------------------------------------- | ----------- | ----------- | ------------- | ------------- | ------- |
| Bari      | Bari                  | 342.309                              |                 | Giovanni Memola (PSI)           |                | Simeone Di Cagno Abbrescia (FI)        | 112.121     | 56,20       | —             | —             | 28 / 46 |
| Bari      | Bisceglie             | 47.408                               |                 | Biagio Lorusso (PRI)            |                | Maria Giuseppina Del Monaco (Ind.)     | 9.046       | 31,33       | 11.719        | 54,07         | 18 / 30 |
| Bari      | Castellana Grotte     | 17.585                               |                 | Eva Maria Mastronardi (Pop.)    |                | Simone Cosimo Leone Pinto (Ind.)       | 3.073       | 26,34       | 6.288         | 58,59         | 12 / 20 |
| Bari      | Conversano            | 22.641                               |                 | Luigi Fanelli (DC)              |                | Vitantonio Bonasora (Ind.)             | 3.953       | 27,14       | 8.162         | 60,10         | 12 / 20 |
| Bari      | Gioia del Colle       | 26.290                               |                 | Commissione straordinaria       |                | Sergio Povia (PDS)                     | 8.627       | 47,44       | 10.001        | 56,80         | 12 / 20 |
| Bari      | Giovinazzo            | 20.933                               |                 | Pasquale Stufano (Ind.)         |                | Ruggero Iannone (AN)                   | 4.929       | 37,28       | 6.212         | 50,97         | 12 / 20 |
| Bari      | Gravina in Puglia     | 39.261                               |                 | Gerardo Bisogno                 |                | Remo Barbi (PPI)                       | 12.770      | 57,80       | —             | —             | 18 / 30 |
| Bari      | Modugno               | 37.056                               |                 | Commissione straordinaria       |                | Francesco Vaccarelli (Ind.)            | 5.772       | 25,66       | 10.672        | 57,12         | 18 / 30 |
| Bari      | Noicattaro            | 20.937                               |                 | Angela Terrafino (SI)           |                | Giovanni Parisi (Ind.)                 | 5.906       | 43,48       | 6.966         | 56,51         | 12 / 20 |
| Bari      | Palo del Colle        | 18.106                               |                 | Tommaso Mastrandrea (DC)        |                | Nicola Terlizzese (PdD)                | 6.192       | 52,54       | —             | —             | 12 / 20 |
| Bari      | Putignano             | 26.992                               |                 | Mario Volpe                     |                | Marco Galluzzi (Ind.)                  | 6.828       | 38,15       | 9.276         | 53,15         | 12 / 20 |
| Bari      | Rutigliano            | 16.378                               |                 | Vito Antonicelli (Pop.)         |                | Mariarosaria Limitone Larizza (Ind.)   | 3.937       | 36,87       | 6.170         | 61,76         | 12 / 20 |
| Bari      | Ruvo di Puglia        | 24.845                               |                 | Matteo Paparella (PPI)          |                | Matteo Paparella (PPI)                 | 6.979       | 43,76       | 8.353         | 53,52         | 12 / 20 |
| Bari      | Santeramo in Colle    | 24.435                               |                 | Gioacchino Vito Maiullari (PSI) |                | Rosa Petruzzelli Dimita (Ind.)         | 4.547       | 29,10       | 9.175         | 60,83         | 12 / 20 |
| Bari      | Terlizzi              | 26.433                               |                 | Commissione straordinaria       |                | Alberto Amendolagine (AN)              | 4.868       | 29,94       | 7.566         | 50,72         | 12 / 20 |
| Bari      | Trani                 | 50.429                               |                 | Commissione straordinaria       |                | Giancarlo Tamborrino (AN)              | 6.384       | 20,39       | 11.658        | 51,50         | 18 / 30 |
| Bari      | Valenzano             | 15.628                               |                 | Teodoro Cavallo (PSI)           |                | Maria Cicirelli (Ind.)                 | 3.778       | 38,45       | 4.514         | 50,45         | 12 / 20 |
| Brindisi  | Ceglie Messapica      | 20.805                               |                 | Rosa Maria Simone               |                | Pietro Mita (PRC)                      | 4.270       | 32,75       | 6.711         | 53,48         | 12 / 20 |
| Brindisi  | Fasano                | 38.782                               |                 | Donato De Carolis (SI)          |                | Donato De Carolis (SI)                 | 4.620       | 19,49       | 13.423        | 61,35         | 18 / 30 |
| Brindisi  | Francavilla Fontana   | 33.995                               |                 | Vincenzo Della Corte (PPI)      |                | Mario Filomeno (Pop.)                  | 6.450       | 29,15       | 11.530        | 59,81         | 9 / 30  |
| Foggia    | Foggia                | 156.268                              |                 | Salvatore Chirolli (DC)         |                | Paolo Antonio Mario Agostinacchio (AN) | 28.020      | 30,91       | 42.353        | 54,90         | 24 / 40 |
| Foggia    | Manfredonia           | 58.318                               |                 | Orazio Ciliberti                |                | Gaetano Prencipe (Ind.)                | 16.027      | 51,69       | —             | —             | 15 / 30 |
| Foggia    | Sannicandro Garganico | 19.525                               |                 | Pasquale Santamaria             |                | Nicandro Marinacci (PPI)               | 3.789       | 34,98       | 5.213         | 54,95         | 12 / 20 |
| Foggia    | San Severo            | 55.085                               |                 | Salvatore Tropea                |                | Giuliano Giuliani (AN)                 | 17.731      | 53,84       | —             | —             | 18 / 30 |
| Lecce     | Lecce                 | 100.884                              |                 | Francesco Corvaglia (DC)        |                | Stefano Salvemini (Ind.)               | 22.379      | 38,07       | 27.388        | 53,39         | 24 / 40 |
| Lecce     | Maglie                | 15.223                               |                 | Nicola Prete                    |                | Francesco Chirilli (CDU)               | 4.564       | 44,10       | 5.273         | 53,90         | 12 / 20 |
| Taranto   | Castellaneta          | 17.294                               |                 | Rocco Vito Loreto (PDS)         |                | Rocco Vito Loreto (PDS)                | 7.059       | 60,38       | —             | —             | 12 / 20 |
| Taranto   | Sava                  | 16.579                               |                 | Massimo Mariani                 |                | Aldo Maggi (PPI)                       | 4.451       | 42,56       | 5.019         | 60,06         | 12 / 20 |

## Elezioni dell'aprile 1995

### Provincia di Bari

#### Bari
|                                                                                             | Simeone Di Cagno Abbrescia ✔️ Sindaco | 112 121              | 56,20 | Alleanza Nazionale                    | 40 036  | 20,76 | 11 |  |  |
| Forza Italia                                                                                | Simeone Di Cagno Abbrescia ✔️ Sindaco | 112 121              | 56,20 | 36 916                                | 19,14   | 10    |    |  |  |
| Partito Popolare Italiano                                                                   | Simeone Di Cagno Abbrescia ✔️ Sindaco | 112 121              | 56,20 | 14 348                                | 7,44    | 3     |    |  |  |
| Centro Cristiano Democratico                                                                | Simeone Di Cagno Abbrescia ✔️ Sindaco | 112 121              | 56,20 | 10 930                                | 5,67    | 3     |    |  |  |
| Ambiente Club                                                                               | Simeone Di Cagno Abbrescia ✔️ Sindaco | 112 121              | 56,20 | 4 298                                 | 2,23    | 1     |    |  |  |
| Cattolici Liberali                                                                          | Simeone Di Cagno Abbrescia ✔️ Sindaco | 112 121              | 56,20 | 2 369                                 | 1,23    | –     |    |  |  |
|                                                                                             | Rosina Basso Lobello                  | 62 824               | 31,49 | Partito Democratico della Sinistra    | 24 851  | 12,89 | 7  |  |  |
| Federazione Laburista-Partito Socialista Democratico Italiano-Partito Repubblicano Italiano | Rosina Basso Lobello                  | 62 824               | 31,49 | 10 438                                | 5,41    | 2     |    |  |  |
| Popolari                                                                                    | Rosina Basso Lobello                  | 62 824               | 31,49 | 9 182                                 | 4,76    | 2     |    |  |  |
| Patto dei Democratici                                                                       | Rosina Basso Lobello                  | 62 824               | 31,49 | 8 858                                 | 4,59    | 2     |    |  |  |
| Federazione dei Verdi                                                                       | Rosina Basso Lobello                  | 62 824               | 31,49 | 6 649                                 | 3,45    | 1     |    |  |  |
| Seggio di coalizione                                                                        | Seggio di coalizione                  | Seggio di coalizione | 31,49 | 1                                     |         |       |    |  |  |
|                                                                                             | Maria Immacolata Barbarossa Voza      | 11 036               | 5,53  | Rifondazione Comunista                | 11 064  | 5,74  | 1  |  |  |
| Seggio di coalizione                                                                        | Seggio di coalizione                  | Seggio di coalizione | 5,53  | 1                                     |         |       |    |  |  |
|                                                                                             | Luigi Cipriani                        | 4 260                | 2,14  | Gruppo Indipendente Libertà           | 4 121   | 2,14  | –  |  |  |
| Seggio di coalizione                                                                        | Seggio di coalizione                  | Seggio di coalizione | 2,14  | 1                                     |         |       |    |  |  |
|                                                                                             | Giovanni Laterza                      | 3 674                | 1,84  | Lista Pannella-Riformatori            | 3 684   | 1,91  | –  |  |  |
|                                                                                             | Attilio Miani                         | 2 723                | 1,36  | Movimento per il Territorio e la Vita | 2 563   | 1,33  | –  |  |  |
|                                                                                             | Filippo Felice Plotino                | 2 154                | 1,08  | Movimento Sociale Fiamma Tricolore    | 2 021   | 1,05  | –  |  |  |
|                                                                                             | Angelo Papa                           | 717                  | 0,36  | Lega Italia Federale                  | 736     | 0,38  | –  |  |  |
| Totale                                                                                      | Totale                                | 199 504              | 100   |                                       | 192 864 | 100   | 46 |  |  |
|                                                                                             |                                       |                      |       |                                       |         |       |    |  |  |
| Fonte: Ministero dell'interno                                                               |                                       |                      |       |                                       |         |       |    |  |  |

#### Binetto
|                               | Donato Sinisi ✔️ Sindaco | Partito Popolare Italiano       | 571   | 47,15 | 8  |  |  |  |  |
|                               | Francesco Deninno        | Lista civica di centro-destra   | 479   | 39,55 | 3  |  |  |  |  |
|                               | Carmela Cierzo           | Lista civica di centro-sinistra | 161   | 13,29 | 1  |  |  |  |  |
| Totale                        | Totale                   |                                 | 1 211 | 100   | 12 |  |  |  |  |
|                               |                          |                                 |       |       |    |  |  |  |  |
| Fonte: Ministero dell'interno |                          |                                 |       |       |    |  |  |  |  |

#### Bisceglie
| Candidati                          | Candidati                              | II turno                       | II turno                       | I turno | I turno | Liste                      | Voti   | %     | Seggi |
| Candidati                          | Candidati                              | Voti                           | %                              | Voti    | %       | Liste                      | Voti   | %     | Seggi |
| ---------------------------------- | -------------------------------------- | ------------------------------ | ------------------------------ | ------- | ------- | -------------------------- | ------ | ----- | ----- |
|                                    | Maria Giuseppina Del Monaco ✔️ Sindaca | 11 719                         | 54,07                          | 9 046   | 31,33   | Alleanza Nazionale         | 3 413  | 12,47 | 7     |
| Forza Italia                       | Maria Giuseppina Del Monaco ✔️ Sindaca | 11 719                         | 54,07                          | 9 046   | 31,33   | 2 684                      | 9,81   | 5     |       |
| Centro Cristiano Democratico       | Maria Giuseppina Del Monaco ✔️ Sindaca | 11 719                         | 54,07                          | 9 046   | 31,33   | 2 474                      | 9,04   | 5     |       |
| Ambiente Club                      | Maria Giuseppina Del Monaco ✔️ Sindaca | 11 719                         | 54,07                          | 9 046   | 31,33   | 517                        | 1,89   | 1     |       |
|                                    | Biagio Lorusso                         | 9 955                          | 45,93                          | 7 068   | 24,48   | Impegno Civico             | 3 701  | 13,53 | 2     |
| Partito Popolare Italiano          | Biagio Lorusso                         | 9 955                          | 45,93                          | 7 068   | 24,48   | 3 275                      | 11,97  | 2     |       |
| Seggio di coalizione               | Seggio di coalizione                   | Seggio di coalizione           | 45,93                          | 7 068   | 24,48   | 1                          |        |       |       |
|                                    | Francesco Napoletano                   | Francesco Napoletano           | Francesco Napoletano           | 5 619   | 19,46   | Rifondazione Comunista     | 4 733  | 17,30 | 2     |
| Seggio di coalizione               | Seggio di coalizione                   | Seggio di coalizione           | Francesco Napoletano           | 5 619   | 19,46   | 1                          |        |       |       |
|                                    | Antonio Belsito                        | Antonio Belsito                | Antonio Belsito                | 5 320   | 18,42   | Democrazia e Solidarietà   | 2 510  | 9,17  | 1     |
| Partito Democratico della Sinistra | Antonio Belsito                        | Antonio Belsito                | Antonio Belsito                | 5 320   | 18,42   | 1 294                      | 4,73   | 1     |       |
| Insieme per Bisceglie              | Antonio Belsito                        | Antonio Belsito                | Antonio Belsito                | 5 320   | 18,42   | 1 034                      | 3,78   | –     |       |
| Seggio di coalizione               | Seggio di coalizione                   | Seggio di coalizione           | Antonio Belsito                | 5 320   | 18,42   | 1                          |        |       |       |
|                                    | Zaccaria Stefano Antonio Gallo         | Zaccaria Stefano Antonio Gallo | Zaccaria Stefano Antonio Gallo | 1 822   | 6,31    | Metodo per una Nuova Città | 874    | 3,19  | –     |
| Federazione dei Verdi              | Zaccaria Stefano Antonio Gallo         | Zaccaria Stefano Antonio Gallo | Zaccaria Stefano Antonio Gallo | 1 822   | 6,31    | 853                        | 3,12   | –     |       |
| Seggio di coalizione               | Seggio di coalizione                   | Seggio di coalizione           | Zaccaria Stefano Antonio Gallo | 1 822   | 6,31    | 1                          |        |       |       |
| Totale                             | Totale                                 | 21 674                         | 100                            | 28 875  | 100     |                            | 27 362 | 100   | 30    |
|                                    |                                        |                                |                                |         |         |                            |        |       |       |
| Fonte: Ministero dell'interno      |                                        |                                |                                |         |         |                            |        |       |       |

#### Cassano delle Murge
|                               | Giuseppe Antonio Leporale ✔️ Sindaco | Centro                                          | 3 642 | 50,30 | 13 |  |  |  |  |
|                               | Salvatore Alemanno                   | Alleanza Nazionale-Centro Cristiano Democratico | 2 172 | 30,00 | 4  |  |  |  |  |
|                               | Vito Nicola D'Andrea                 | Lista civica di centro-sinistra                 | 1 472 | 20,33 | 3  |  |  |  |  |
| Totale                        | Totale                               |                                                 | 7 241 | 100   | 20 |  |  |  |  |
|                               |                                      |                                                 |       |       |    |  |  |  |  |
| Fonte: Ministero dell'interno |                                      |                                                 |       |       |    |  |  |  |  |

#### Castellana Grotte
| Candidati                            | Candidati                            | II turno                      | II turno                      | I turno | I turno | Liste                      | Voti   | %     | Seggi |
| Candidati                            | Candidati                            | Voti                          | %                             | Voti    | %       | Liste                      | Voti   | %     | Seggi |
| ------------------------------------ | ------------------------------------ | ----------------------------- | ----------------------------- | ------- | ------- | -------------------------- | ------ | ----- | ----- |
|                                      | Simone Cosimo Leone Pinto ✔️ Sindaco | 6 288                         | 58,59                         | 3 073   | 26,34   | Progetto per Castellana    | 1 827  | 16,80 | 8     |
| Partito Popolare Italiano            | Simone Cosimo Leone Pinto ✔️ Sindaco | 6 288                         | 58,59                         | 3 073   | 26,34   | 835                        | 7,68   | 4     |       |
|                                      | Eva Maria Mastronardi                | 4 445                         | 41,41                         | 2 277   | 19,52   | Popolari                   | 1 304  | 11,99 | 1     |
| Partito Democratico della Sinistra   | Eva Maria Mastronardi                | 4 445                         | 41,41                         | 2 277   | 19,52   | 837                        | 7,70   | 1     |       |
| Federazione dei Verdi                | Eva Maria Mastronardi                | 4 445                         | 41,41                         | 2 277   | 19,52   | 307                        | 2,82   | –     |       |
| Seggio di coalizione                 | Seggio di coalizione                 | Seggio di coalizione          | 41,41                         | 2 277   | 19,52   | 1                          |        |       |       |
|                                      | Domenico Antonio Guido Caputo        | Domenico Antonio Guido Caputo | Domenico Antonio Guido Caputo | 2 195   | 18,82   | Alternativa e Rinnovamento | 1 524  | 14,02 | 1     |
| Cattolici Democratici per Castellana | Domenico Antonio Guido Caputo        | Domenico Antonio Guido Caputo | Domenico Antonio Guido Caputo | 2 195   | 18,82   | 384                        | 3,53   | –     |       |
| Seggio di coalizione                 | Seggio di coalizione                 | Seggio di coalizione          | Domenico Antonio Guido Caputo | 2 195   | 18,82   | 1                          |        |       |       |
|                                      | Giuseppe Barbieri                    | Giuseppe Barbieri             | Giuseppe Barbieri             | 1 616   | 13,85   | Alleanza Nazionale         | 1 484  | 13,65 | –     |
| Seggio di coalizione                 | Seggio di coalizione                 | Seggio di coalizione          | Giuseppe Barbieri             | 1 616   | 13,85   | 1                          |        |       |       |
|                                      | Vincenzo Recchia                     | Vincenzo Recchia              | Vincenzo Recchia              | 1 613   | 13,83   | Forza Italia               | 821    | 7,55  | 1     |
| Centro Cristiano Democratico         | Vincenzo Recchia                     | Vincenzo Recchia              | Vincenzo Recchia              | 1 613   | 13,83   | 681                        | 6,26   | –     |       |
| Seggio di coalizione                 | Seggio di coalizione                 | Seggio di coalizione          | Vincenzo Recchia              | 1 613   | 13,83   | 1                          |        |       |       |
|                                      | Angelo Biasi                         | Angelo Biasi                  | Angelo Biasi                  | 593     | 5,08    | Mani Pulite                | 615    | 5,66  | –     |
|                                      | Angelo Troilo                        | Angelo Troilo                 | Angelo Troilo                 | 298     | 2,55    | Rifondazione Comunista     | 255    | 2,35  | –     |
| Totale                               | Totale                               | 10 733                        | 100                           | 11 665  | 100     |                            | 10 874 | 100   | 20    |
|                                      |                                      |                               |                               |         |         |                            |        |       |       |
| Fonte: Ministero dell'interno        |                                      |                               |                               |         |         |                            |        |       |       |

#### Cellamare
|                               | Marisa Santa Mariani ✔️ Sindaca | Lista civica di centro-destra   | 1 238 | 54,37 | 11 |  |  |  |  |
|                               | Nicola Ronchi                   | Lista civica di centro-sinistra | 1 039 | 45,63 | 5  |  |  |  |  |
| Totale                        | Totale                          |                                 | 2 277 | 100   | 16 |  |  |  |  |
|                               |                                 |                                 |       |       |    |  |  |  |  |
| Fonte: Ministero dell'interno |                                 |                                 |       |       |    |  |  |  |  |

1. ↑  Lista sostenuta da Forza Italia e Alleanza Nazionale.
2. ↑  Lista sostenuta da Popolari e Federazione dei Verdi.

#### Conversano
| Candidati                          | Candidati                      | II turno                      | II turno                      | I turno | I turno | Liste                                      | Voti   | %     | Seggi |
| Candidati                          | Candidati                      | Voti                          | %                             | Voti    | %       | Liste                                      | Voti   | %     | Seggi |
| ---------------------------------- | ------------------------------ | ----------------------------- | ----------------------------- | ------- | ------- | ------------------------------------------ | ------ | ----- | ----- |
|                                    | Vitantonio Bonasora ✔️ Sindaco | 8 162                         | 60,10                         | 3 953   | 27,14   | L'Altra Città                              | 1 912  | 13,72 | 7     |
| Partito Democratico della Sinistra | Vitantonio Bonasora ✔️ Sindaco | 8 162                         | 60,10                         | 3 953   | 27,14   | 807                                        | 5,79   | 3     |       |
| Rifondazione Comunista             | Vitantonio Bonasora ✔️ Sindaco | 8 162                         | 60,10                         | 3 953   | 27,14   | 726                                        | 5,21   | 2     |       |
|                                    | Donato Abbruzzese              | 5 418                         | 39,90                         | 3 222   | 22,12   | Patto dei Democratici                      | 1 848  | 13,26 | 2     |
| Popolari                           | Donato Abbruzzese              | 5 418                         | 39,90                         | 3 222   | 22,12   | 834                                        | 5,98   | –     |       |
| Seggio di coalizione               | Seggio di coalizione           | Seggio di coalizione          | 39,90                         | 3 222   | 22,12   | 1                                          |        |       |       |
|                                    | Giuseppe Di Vagno              | Giuseppe Di Vagno             | Giuseppe Di Vagno             | 2 764   | 18,98   | Per Conversano                             | 1 760  | 12,63 | 1     |
| Centro Cristiano Democratico       | Giuseppe Di Vagno              | Giuseppe Di Vagno             | Giuseppe Di Vagno             | 2 764   | 18,98   | 1 213                                      | 8,70   | 1     |       |
| La Rete                            | Giuseppe Di Vagno              | Giuseppe Di Vagno             | Giuseppe Di Vagno             | 2 764   | 18,98   | 60                                         | 0,43   | –     |       |
| Seggio di coalizione               | Seggio di coalizione           | Seggio di coalizione          | Giuseppe Di Vagno             | 2 764   | 18,98   | 1                                          |        |       |       |
|                                    | Saverio Malena                 | Saverio Malena                | Saverio Malena                | 2 446   | 16,79   | Forza Italia                               | 1 815  | 13,02 | –     |
| Partito Popolare Italiano          | Saverio Malena                 | Saverio Malena                | Saverio Malena                | 2 446   | 16,79   | 981                                        | 7,04   | –     |       |
| Seggio di coalizione               | Seggio di coalizione           | Seggio di coalizione          | Saverio Malena                | 2 446   | 16,79   | 1                                          |        |       |       |
|                                    | Vito Stefano Fortunato Latela  | Vito Stefano Fortunato Latela | Vito Stefano Fortunato Latela | 1 064   | 7,31    | Alleanza Nazionale-Conversano in Movimento | 922    | 6,62  | –     |
|                                    | Luigi Locaputo                 | Luigi Locaputo                | Luigi Locaputo                | 382     | 2,62    | Impegno per Conversano                     | 346    | 2,48  | –     |
|                                    | Nicola Mottola                 | Nicola Mottola                | Nicola Mottola                | 376     | 2,58    | Alleanza Conversanese                      | 380    | 2,73  | –     |
|                                    | Martino De Michele             | Martino De Michele            | Martino De Michele            | 358     | 2,46    | Uniti per Triggianello (A)                 | 334    | 2,40  | –     |
| Totale                             | Totale                         | 13 580                        | 100                           | 14 565  | 100     |                                            | 13 938 | 100   | 20    |
|                                    |                                |                               |                               |         |         |                                            |        |       |       |
| Fonte: Ministero dell'interno      |                                |                               |                               |         |         |                                            |        |       |       |

#### Gioia del Colle
| Candidati                                     | Candidati               | II turno             | II turno           | I turno | I turno | Liste                              | Voti   | %     | Seggi |
| Candidati                                     | Candidati               | Voti                 | %                  | Voti    | %       | Liste                              | Voti   | %     | Seggi |
| --------------------------------------------- | ----------------------- | -------------------- | ------------------ | ------- | ------- | ---------------------------------- | ------ | ----- | ----- |
|                                               | Sergio Povia ✔️ Sindaco | 10 001               | 56,80              | 8 627   | 47,44   | Partito Democratico della Sinistra | 3 291  | 19,83 | 5     |
| Progetto per la Città Costituente Democratica | Sergio Povia ✔️ Sindaco | 10 001               | 56,80              | 8 627   | 47,44   | 2 271                              | 13,69  | 4     |       |
| Rifondazione Comunista                        | Sergio Povia ✔️ Sindaco | 10 001               | 56,80              | 8 627   | 47,44   | 1 498                              | 9,03   | 2     |       |
| Popolari                                      | Sergio Povia ✔️ Sindaco | 10 001               | 56,80              | 8 627   | 47,44   | 568                                | 3,42   | 1     |       |
|                                               | Filippo Castellaneta    | 7 605                | 43,20              | 6 262   | 34,44   | Alleanza Nazionale                 | 3 678  | 22,16 | 3     |
| Centro Cristiano Democratico                  | Filippo Castellaneta    | 7 605                | 43,20              | 6 262   | 34,44   | 1 537                              | 9,26   | 1     |       |
| Unione Artigiani Pugliesi                     | Filippo Castellaneta    | 7 605                | 43,20              | 6 262   | 34,44   | 445                                | 2,68   | –     |       |
| Seggio di coalizione                          | Seggio di coalizione    | Seggio di coalizione | 43,20              | 6 262   | 34,44   | 1                                  |        |       |       |
|                                               | Saverio Vito Gallo      | Saverio Vito Gallo   | Saverio Vito Gallo | 3 295   | 18,12   | Forza Italia (A)                   | 2 038  | 12,28 | 1     |
| Partito Popolare Italiano                     | Saverio Vito Gallo      | Saverio Vito Gallo   | Saverio Vito Gallo | 3 295   | 18,12   | 1 268                              | 7,64   | 1     |       |
| Seggio di coalizione                          | Seggio di coalizione    | Seggio di coalizione | Saverio Vito Gallo | 3 295   | 18,12   | 1                                  |        |       |       |
| Totale                                        | Totale                  | 17 606               | 100                | 18 184  | 100     |                                    | 16 594 | 100   | 20    |
|                                               |                         |                      |                    |         |         |                                    |        |       |       |
| Fonte: Ministero dell'interno                 |                         |                      |                    |         |         |                                    |        |       |       |

#### Giovinazzo
| Candidati                     | Candidati                  | II turno             | II turno         | I turno | I turno | Liste                              | Voti   | %     | Seggi |
| Candidati                     | Candidati                  | Voti                 | %                | Voti    | %       | Liste                              | Voti   | %     | Seggi |
| ----------------------------- | -------------------------- | -------------------- | ---------------- | ------- | ------- | ---------------------------------- | ------ | ----- | ----- |
|                               | Ruggero Iannone ✔️ Sindaco | 6 212                | 50,97            | 4 929   | 37,28   | Alleanza Nazionale                 | 2 139  | 17,21 | 6     |
| Forza Italia                  | Ruggero Iannone ✔️ Sindaco | 6 212                | 50,97            | 4 929   | 37,28   | 1 472                              | 11,84  | 4     |       |
| Giovinazzo che Lavora         | Ruggero Iannone ✔️ Sindaco | 6 212                | 50,97            | 4 929   | 37,28   | 543                                | 4,37   | 1     |       |
| Ambiente Club                 | Ruggero Iannone ✔️ Sindaco | 6 212                | 50,97            | 4 929   | 37,28   | 398                                | 3,20   | 1     |       |
| Centro Cristiano Democratico  | Ruggero Iannone ✔️ Sindaco | 6 212                | 50,97            | 4 929   | 37,28   | 329                                | 2,65   | –     |       |
|                               | Rosa Serrone               | 5 975                | 49,03            | 3 969   | 30,02   | Partito Democratico della Sinistra | 1 456  | 11,72 | 2     |
| Federazione dei Verdi         | Rosa Serrone               | 5 975                | 49,03            | 3 969   | 30,02   | 1 210                              | 9,74   | 1     |       |
| Rifondazione Comunista        | Rosa Serrone               | 5 975                | 49,03            | 3 969   | 30,02   | 616                                | 4,96   | –     |       |
| Seggio di coalizione          | Seggio di coalizione       | Seggio di coalizione | 49,03            | 3 969   | 30,02   | 1                                  |        |       |       |
|                               | Pasquale Stufano           | Pasquale Stufano     | Pasquale Stufano | 3 096   | 23,42   | Uniti per il Centro                | 1 561  | 12,56 | 1     |
| Patto dei Democratici         | Pasquale Stufano           | Pasquale Stufano     | Pasquale Stufano | 3 096   | 23,42   | 1 441                              | 11,59  | 1     |       |
| Seggio di coalizione          | Seggio di coalizione       | Seggio di coalizione | Pasquale Stufano | 3 096   | 23,42   | 1                                  |        |       |       |
|                               | Antonio Berardi            | Antonio Berardi      | Antonio Berardi  | 1 226   | 9,27    | Partito Popolare Italiano          | 1 263  | 10,16 | –     |
| Seggio di coalizione          | Seggio di coalizione       | Seggio di coalizione | Antonio Berardi  | 1 226   | 9,27    | 1                                  |        |       |       |
| Totale                        | Totale                     | 12 187               | 100              | 13 220  | 100     |                                    | 12 428 | 100   | 20    |
|                               |                            |                      |                  |         |         |                                    |        |       |       |
| Fonte: Ministero dell'interno |                            |                      |                  |         |         |                                    |        |       |       |

#### Modugno
| Candidati                                       | Candidati                       | II turno             | II turno          | I turno | I turno | Liste                              | Voti   | %     | Seggi |
| Candidati                                       | Candidati                       | Voti                 | %                 | Voti    | %       | Liste                              | Voti   | %     | Seggi |
| ----------------------------------------------- | ------------------------------- | -------------------- | ----------------- | ------- | ------- | ---------------------------------- | ------ | ----- | ----- |
|                                                 | Francesco Vaccarelli ✔️ Sindaco | 10 672               | 57,12             | 5 772   | 25,66   | Popolari                           | 1 734  | 8,11  | 4     |
| Rifondazione Comunista                          | Francesco Vaccarelli ✔️ Sindaco | 10 672               | 57,12             | 5 772   | 25,66   | 1 296                              | 6,06   | 3     |       |
| Città Nuova                                     | Francesco Vaccarelli ✔️ Sindaco | 10 672               | 57,12             | 5 772   | 25,66   | 1 059                              | 4,95   | 2     |       |
| Assemblea 93 per la Costituzione Libera Modugno | Francesco Vaccarelli ✔️ Sindaco | 10 672               | 57,12             | 5 772   | 25,66   | 991                                | 4,63   | 2     |       |
|                                                 | Stella Sanseverino              | 8 012                | 42,88             | 4 540   | 20,19   | Forza Italia                       | 4 451  | 20,81 | 4     |
| Seggio di coalizione                            | Seggio di coalizione            | Seggio di coalizione | 42,88             | 4 540   | 20,19   | 1                                  |        |       |       |
|                                                 | Mario Ventura                   | Mario Ventura        | Mario Ventura     | 4 425   | 19,67   | Alleanza Nazionale (B)             | 3 465  | 16,20 | 3     |
| Ambiente Club (B)                               | Mario Ventura                   | Mario Ventura        | Mario Ventura     | 4 425   | 19,67   | 536                                | 2,51   | –     |       |
| Seggio di coalizione                            | Seggio di coalizione            | Seggio di coalizione | Mario Ventura     | 4 425   | 19,67   | 1                                  |        |       |       |
|                                                 | Fedele Pastore                  | Fedele Pastore       | Fedele Pastore    | 2 466   | 10,96   | Modugno Progressista (A)           | 2 363  | 11,05 | 4     |
| Seggio di coalizione                            | Seggio di coalizione            | Seggio di coalizione | Fedele Pastore    | 2 466   | 10,96   | 1                                  |        |       |       |
|                                                 | Antonio Sabatella               | Antonio Sabatella    | Antonio Sabatella | 2 424   | 10,78   | Incontro                           | 1 102  | 5,15  | 1     |
| Alleanza Modugnese                              | Antonio Sabatella               | Antonio Sabatella    | Antonio Sabatella | 2 424   | 10,78   | 880                                | 4,11   | –     |       |
| Partito Popolare Italiano                       | Antonio Sabatella               | Antonio Sabatella    | Antonio Sabatella | 2 424   | 10,78   | 628                                | 2,94   | –     |       |
| Seggio di coalizione                            | Seggio di coalizione            | Seggio di coalizione | Antonio Sabatella | 2 424   | 10,78   | 1                                  |        |       |       |
|                                                 | Francesco Bonasia               | Francesco Bonasia    | Francesco Bonasia | 1 313   | 5,84    | Centro Cristiano Democratico (B)   | 1 324  | 6,19  | –     |
| Seggio di coalizione                            | Seggio di coalizione            | Seggio di coalizione | Francesco Bonasia | 1 313   | 5,84    | 1                                  |        |       |       |
|                                                 | Mario Pilolli                   | Mario Pilolli        | Mario Pilolli     | 1 243   | 5,53    | Polo di Onestà Pubblica (A)        | 1 237  | 5,78  | 1     |
| Seggio di coalizione                            | Seggio di coalizione            | Seggio di coalizione | Mario Pilolli     | 1 243   | 5,53    | 1                                  |        |       |       |
|                                                 | Giuseppe Tosca                  | Giuseppe Tosca       | Giuseppe Tosca    | 308     | 1,37    | Movimento Sociale Fiamma Tricolore | 324    | 1,51  | –     |
| Totale                                          | Totale                          | 18 684               | 100               | 22 491  | 100     |                                    | 21 390 | 100   | 30    |
|                                                 |                                 |                      |                   |         |         |                                    |        |       |       |
| Fonte: Ministero dell'interno                   |                                 |                      |                   |         |         |                                    |        |       |       |

#### Noicattaro
| Candidati                                | Candidati                  | II turno             | II turno         | I turno | I turno | Liste                     | Voti   | %     | Seggi |
| Candidati                                | Candidati                  | Voti                 | %                | Voti    | %       | Liste                     | Voti   | %     | Seggi |
| ---------------------------------------- | -------------------------- | -------------------- | ---------------- | ------- | ------- | ------------------------- | ------ | ----- | ----- |
|                                          | Giovanni Parisi ✔️ Sindaco | 6 966                | 56,51            | 5 906   | 43,48   | Lavoro e Società          | 1 732  | 13,65 | 4     |
| Progressisti                             | Giovanni Parisi ✔️ Sindaco | 6 966                | 56,51            | 5 906   | 43,48   | 1 692                     | 13,34  | 4     |       |
| Nuova Città                              | Giovanni Parisi ✔️ Sindaco | 6 966                | 56,51            | 5 906   | 43,48   | 1 622                     | 12,79  | 3     |       |
| Realtà Azione e Progresso                | Giovanni Parisi ✔️ Sindaco | 6 966                | 56,51            | 5 906   | 43,48   | 755                       | 5,95   | 1     |       |
|                                          | Luigi Rizzo                | 5 362                | 43,49            | 4 347   | 32,00   | Alleanza Nazionale        | 1 457  | 11,49 | 2     |
| Forza Italia                             | Luigi Rizzo                | 5 362                | 43,49            | 4 347   | 32,00   | 1 054                     | 8,31   | 1     |       |
| Centro Cristiano Democratico             | Luigi Rizzo                | 5 362                | 43,49            | 4 347   | 32,00   | 730                       | 5,76   | 1     |       |
| Partito Popolare Italiano                | Luigi Rizzo                | 5 362                | 43,49            | 4 347   | 32,00   | 664                       | 5,23   | –     |       |
| Gruppo Indipendente Iniziativa Giovanile | Luigi Rizzo                | 5 362                | 43,49            | 4 347   | 32,00   | 144                       | 1,14   | –     |       |
| Seggio di coalizione                     | Seggio di coalizione       | Seggio di coalizione | 43,49            | 4 347   | 32,00   | 1                         |        |       |       |
|                                          | Angelo Terrafino           | Angelo Terrafino     | Angelo Terrafino | 2 482   | 18,27   | Patto dei Democratici     | 2 189  | 17,26 | 2     |
| Seggio di coalizione                     | Seggio di coalizione       | Seggio di coalizione | Angelo Terrafino | 2 482   | 18,27   | 1                         |        |       |       |
|                                          | Giovanni Didonna           | Giovanni Didonna     | Giovanni Didonna | 604     | 4,45    | Il Dialogo per Noicattaro | 595    | 4,69  | –     |
|                                          | Antonio Bellino            | Antonio Bellino      | Antonio Bellino  | 245     | 1,80    | Ambiente Club             | 230    | 1,81  | –     |
| Totale                                   | Totale                     | 12 328               | 100              | 13 584  | 100     |                           | 12 684 | 100   | 20    |
|                                          |                            |                      |                  |         |         |                           |        |       |       |
| Fonte: Ministero dell'interno            |                            |                      |                  |         |         |                           |        |       |       |

#### Palo del Colle
|                                    | Nicola Terlizzese ✔️ Sindaco | 6 192                | 52,54 | Partito Popolare Italiano | 2 006  | 17,91 | 4  |  |  |
| Partito Democratico della Sinistra | Nicola Terlizzese ✔️ Sindaco | 6 192                | 52,54 | 1 607                     | 14,35  | 4     |    |  |  |
| Patto dei Democratici              | Nicola Terlizzese ✔️ Sindaco | 6 192                | 52,54 | 1 395                     | 12,45  | 3     |    |  |  |
| Federazione dei Verdi              | Nicola Terlizzese ✔️ Sindaco | 6 192                | 52,54 | 673                       | 6,01   | 1     |    |  |  |
|                                    | Giuseppe Mininni Iannuzzi    | 4 328                | 36,72 | Alleanza Nazionale        | 2 065  | 18,43 | 3  |  |  |
| Forza Italia                       | Giuseppe Mininni Iannuzzi    | 4 328                | 36,72 | 1 659                     | 14,81  | 2     |    |  |  |
| Centro Cristiano Democratico       | Giuseppe Mininni Iannuzzi    | 4 328                | 36,72 | 556                       | 4,96   | 1     |    |  |  |
| Seggio di coalizione               | Seggio di coalizione         | Seggio di coalizione | 36,72 | 1                         |        |       |    |  |  |
|                                    | Giovanni Bordoni             | 727                  | 6,17  | Rifondazione Comunista    | 685    | 6,11  | –  |  |  |
| Seggio di coalizione               | Seggio di coalizione         | Seggio di coalizione | 6,17  | 1                         |        |       |    |  |  |
|                                    | Antonio Amendolara           | 539                  | 4,57  | Ambiente Club             | 556    | 4,96  | –  |  |  |
| Totale                             | Totale                       | 11 786               | 100   |                           | 11 202 | 100   | 20 |  |  |
|                                    |                              |                      |       |                           |        |       |    |  |  |
| Fonte: Ministero dell'interno      |                              |                      |       |                           |        |       |    |  |  |

#### Poggiorsini
|                               | Ignazio Di Mauro ✔️ Sindaco | Lista civica di centro-destra | 416 | 42,49 | 8  |  |  |  |  |
|                               | Serafino Di Palo            | Lista civica                  | 387 | 39,53 | 3  |  |  |  |  |
|                               | Serafino Selvaggi           | Centro                        | 176 | 17,98 | 1  |  |  |  |  |
| Totale                        | Totale                      |                               | 979 | 100   | 12 |  |  |  |  |
|                               |                             |                               |     |       |    |  |  |  |  |
| Fonte: Ministero dell'interno |                             |                               |     |       |    |  |  |  |  |

1. ↑  Lista sostenuta da Partito Popolare Italiano e Alleanza Nazionale.
2. ↑  Lista sostenuta da Partito Democratico della Sinistra e Socialisti Italiani.
3. ↑  Lista sostenuta dai Popolari.

#### Putignano
| Candidati                                  | Candidati                 | II turno             | II turno           | I turno | I turno | Liste                                                      | Voti   | %     | Seggi |
| Candidati                                  | Candidati                 | Voti                 | %                  | Voti    | %       | Liste                                                      | Voti   | %     | Seggi |
| ------------------------------------------ | ------------------------- | -------------------- | ------------------ | ------- | ------- | ---------------------------------------------------------- | ------ | ----- | ----- |
|                                            | Marco Galluzzi ✔️ Sindaco | 9 276                | 53,15              | 6 828   | 37,96   | Forza Italia                                               | 2 582  | 15,47 | 5     |
| Alleanza Nazionale                         | Marco Galluzzi ✔️ Sindaco | 9 276                | 53,15              | 6 828   | 37,96   | 2 520                                                      | 15,10  | 5     |       |
| Noi Nuovi Orizzonti Italiani per Putignano | Marco Galluzzi ✔️ Sindaco | 9 276                | 53,15              | 6 828   | 37,96   | 939                                                        | 5,63   | 2     |       |
|                                            | Stefano Bianco            | 8 177                | 46,85              | 7 725   | 42,95   | Patto dei Democratici                                      | 2 688  | 16,11 | 2     |
| Partito Democratico della Sinistra         | Stefano Bianco            | 8 177                | 46,85              | 7 725   | 42,95   | 2 058                                                      | 12,33  | 2     |       |
| Popolari                                   | Stefano Bianco            | 8 177                | 46,85              | 7 725   | 42,95   | 1 687                                                      | 10,11  | 1     |       |
| Solidarietà Libertà                        | Stefano Bianco            | 8 177                | 46,85              | 7 725   | 42,95   | 822                                                        | 4,93   | –     |       |
| Seggio di coalizione                       | Seggio di coalizione      | Seggio di coalizione | 46,85              | 7 725   | 42,95   | 1                                                          |        |       |       |
|                                            | Lorenzo Derobertis        | Lorenzo Derobertis   | Lorenzo Derobertis | 2 873   | 15,97   | Democratici Riformisti Putignano (A)                       | 1 782  | 10,68 | 1     |
| Centro Cristiano Democratico               | Lorenzo Derobertis        | Lorenzo Derobertis   | Lorenzo Derobertis | 2 873   | 15,97   | 1 282                                                      | 7,68   | –     |       |
| Seggio di coalizione                       | Seggio di coalizione      | Seggio di coalizione | Lorenzo Derobertis | 2 873   | 15,97   | 1                                                          |        |       |       |
|                                            | Vito Intini               | Vito Intini          | Vito Intini        | 2 873   | 15,97   | Lista Pannella-Riformatori-Laici Verdi Liberali Socialisti | 330    | 1,98  | –     |
| Totale                                     | Totale                    | 17 453               | 100                | 17 986  | 100     |                                                            | 16 690 | 100   | 20    |
|                                            |                           |                      |                    |         |         |                                                            |        |       |       |
| Fonte: Ministero dell'interno              |                           |                      |                    |         |         |                                                            |        |       |       |

#### Rutigliano
| Candidati                               | Candidati                                | II turno             | II turno          | I turno | I turno | Liste                                        | Voti   | %     | Seggi |
| Candidati                               | Candidati                                | Voti                 | %                 | Voti    | %       | Liste                                        | Voti   | %     | Seggi |
| --------------------------------------- | ---------------------------------------- | -------------------- | ----------------- | ------- | ------- | -------------------------------------------- | ------ | ----- | ----- |
|                                         | Mariarosaria Limitone Larizza ✔️ Sindaca | 6 170                | 61,76             | 3 937   | 36,87   | Rifondazione Comunista-Federazione dei Verdi | 1 273  | 12,51 | 5     |
| Rutigliano Progressista-Impegno Sociale | Mariarosaria Limitone Larizza ✔️ Sindaca | 6 170                | 61,76             | 3 937   | 36,87   | 1 062                                        | 10,43  | 4     |       |
| Partito Democratico della Sinistra      | Mariarosaria Limitone Larizza ✔️ Sindaca | 6 170                | 61,76             | 3 937   | 36,87   | 846                                          | 8,31   | 3     |       |
|                                         | Giuseppe Palumbo                         | 3 820                | 38,24             | 4 081   | 38,22   | Democrazia e Riformismo                      | 1 764  | 17,33 | 2     |
| Partito Popolare Italiano               | Giuseppe Palumbo                         | 3 820                | 38,24             | 4 081   | 38,22   | 1 354                                        | 13,30  | 2     |       |
| Patto dei Democratici                   | Giuseppe Palumbo                         | 3 820                | 38,24             | 4 081   | 38,22   | 680                                          | 6,68   | 1     |       |
| Centro Azione Sociale Rutigliano        | Giuseppe Palumbo                         | 3 820                | 38,24             | 4 081   | 38,22   | 606                                          | 5,95   | –     |       |
| Seggio di coalizione                    | Seggio di coalizione                     | Seggio di coalizione | 38,24             | 4 081   | 38,22   | 1                                            |        |       |       |
|                                         | Pasquale Sanitate                        | Pasquale Sanitate    | Pasquale Sanitate | 1 388   | 13,00   | Alleanza Nazionale                           | 1 389  | 13,65 | 1     |
| Seggio di coalizione                    | Seggio di coalizione                     | Seggio di coalizione | Pasquale Sanitate | 1 388   | 13,00   | 1                                            |        |       |       |
|                                         | Francesco Dicarlo                        | Francesco Dicarlo    | Francesco Dicarlo | 568     | 5,32    | Obiettivo 2000                               | 578    | 5,68  | –     |
|                                         | Andrea Saffi                             | Andrea Saffi         | Andrea Saffi      | 502     | 4,70    | Forza Italia-Centro Cristiano Democratico    | 482    | 4,74  | –     |
|                                         | Nicola Giampaolo                         | Nicola Giampaolo     | Nicola Giampaolo  | 502     | 4,70    | Lista civica di centro-destra                | 145    | 1,42  | –     |
| Totale                                  | Totale                                   | 9 990                | 100               | 10 678  | 100     |                                              | 10 179 | 100   | 20    |
|                                         |                                          |                      |                   |         |         |                                              |        |       |       |
| Fonte: Ministero dell'interno           |                                          |                      |                   |         |         |                                              |        |       |       |

#### Ruvo di Puglia
| Candidati                     | Candidati                   | II turno             | II turno          | I turno | I turno | Liste                              | Voti   | %     | Seggi |
| Candidati                     | Candidati                   | Voti                 | %                 | Voti    | %       | Liste                              | Voti   | %     | Seggi |
| ----------------------------- | --------------------------- | -------------------- | ----------------- | ------- | ------- | ---------------------------------- | ------ | ----- | ----- |
|                               | Matteo Paparella ✔️ Sindaco | 8 353                | 53,52             | 6 979   | 43,76   | Partito Popolare Italiano          | 4 862  | 32,48 | 11    |
| Socialisti Italiani           | Matteo Paparella ✔️ Sindaco | 8 353                | 53,52             | 6 979   | 43,76   | 870                                | 5,81   | 1     |       |
| L'Altra Via                   | Matteo Paparella ✔️ Sindaco | 8 353                | 53,52             | 6 979   | 43,76   | 350                                | 2,34   | –     |       |
|                               | Caterina Montaruli          | 7 255                | 46,48             | 5 263   | 33,00   | Partito Democratico della Sinistra | 2 542  | 16,98 | 2     |
| Rifondazione Comunista        | Caterina Montaruli          | 7 255                | 46,48             | 5 263   | 33,00   | 1 261                              | 8,42   | 1     |       |
| Patto dei Democratici         | Caterina Montaruli          | 7 255                | 46,48             | 5 263   | 33,00   | 1 112                              | 7,43   | –     |       |
| Seggio di coalizione          | Seggio di coalizione        | Seggio di coalizione | 46,48             | 5 263   | 33,00   | 1                                  |        |       |       |
|                               | Salvatore Fabiano           | Salvatore Fabiano    | Salvatore Fabiano | 3 705   | 23,23   | Alleanza Nazionale                 | 2 084  | 13,92 | 2     |
| Forza Italia                  | Salvatore Fabiano           | Salvatore Fabiano    | Salvatore Fabiano | 3 705   | 23,23   | 947                                | 6,33   | 1     |       |
| Centro Cristiano Democratico  | Salvatore Fabiano           | Salvatore Fabiano    | Salvatore Fabiano | 3 705   | 23,23   | 579                                | 3,87   | –     |       |
| Unione di Centro              | Salvatore Fabiano           | Salvatore Fabiano    | Salvatore Fabiano | 3 705   | 23,23   | 361                                | 2,41   | –     |       |
| Seggio di coalizione          | Seggio di coalizione        | Seggio di coalizione | Salvatore Fabiano | 3 705   | 23,23   | 1                                  |        |       |       |
| Totale                        | Totale                      | 15 608               | 100               | 15 947  | 100     |                                    | 14 968 | 100   | 20    |
|                               |                             |                      |                   |         |         |                                    |        |       |       |
| Fonte: Ministero dell'interno |                             |                      |                   |         |         |                                    |        |       |       |

#### Sammichele di Bari
|                               | Gaspare Rubino ✔️ Sindaco | Lista civica di centro-sinistra                             | 2 110 | 42,69 | 11 |  |  |  |  |
|                               | Vito Leonardo Spinelli    | Centro                                                      | 1 810 | 36,62 | 3  |  |  |  |  |
|                               | Oronzo Munno              | Partito Democratico della Sinistra - Rifondazione Comunista | 1 023 | 20,70 | 2  |  |  |  |  |
| Totale                        | Totale                    |                                                             | 4 943 | 100   | 16 |  |  |  |  |
|                               |                           |                                                             |       |       |    |  |  |  |  |
| Fonte: Ministero dell'interno |                           |                                                             |       |       |    |  |  |  |  |

1. ↑  Lista sostenuta da Partito Popolare Italiano e Socialisti Italiani.

#### Santeramo in Colle
| Candidati                                    | Candidati                          | II turno              | II turno              | I turno | I turno | Liste                                         | Voti   | %     | Seggi |
| Candidati                                    | Candidati                          | Voti                  | %                     | Voti    | %       | Liste                                         | Voti   | %     | Seggi |
| -------------------------------------------- | ---------------------------------- | --------------------- | --------------------- | ------- | ------- | --------------------------------------------- | ------ | ----- | ----- |
|                                              | Rosa Dimita Petruzzelli ✔️ Sindaca | 9 175                 | 60,83                 | 4 547   | 29,10   | Partito Democratico della Sinistra            | 2 260  | 14,99 | 4     |
| Patto dei Democratici                        | Rosa Dimita Petruzzelli ✔️ Sindaca | 9 175                 | 60,83                 | 4 547   | 29,10   | 1 238                                         | 8,21   | 2     |       |
| Rifondazione Comunista-Federazione dei Verdi | Rosa Dimita Petruzzelli ✔️ Sindaca | 9 175                 | 60,83                 | 4 547   | 29,10   | 687                                           | 4,56   | 1     |       |
|                                              | Vito Giampetruzzi                  | 5 909                 | 39,17                 | 4 965   | 31,78   | Partito Popolare Italiano                     | 2 150  | 14,26 | 2     |
| Forza Italia                                 | Vito Giampetruzzi                  | 5 909                 | 39,17                 | 4 965   | 31,78   | 1 893                                         | 12,56  | 2     |       |
| Unione di Centro                             | Vito Giampetruzzi                  | 5 909                 | 39,17                 | 4 965   | 31,78   | 1 021                                         | 6,77   | 2     |       |
| Seggio di coalizione                         | Seggio di coalizione               | Seggio di coalizione  | 39,17                 | 4 965   | 31,78   | 1                                             |        |       |       |
|                                              | Erasmo Porfido                     | Erasmo Porfido        | Erasmo Porfido        | 2 756   | 17,64   | Movimento Politico di Rinnovamento-Genesi (A) | 2 222  | 14,74 | 2     |
| Seggio di coalizione                         | Seggio di coalizione               | Seggio di coalizione  | Erasmo Porfido        | 2 756   | 17,64   | 1                                             |        |       |       |
|                                              | Vitangelo Laterza                  | Vitangelo Laterza     | Vitangelo Laterza     | 2 075   | 13,28   | Alleanza Nazionale (B)                        | 2 058  | 13,65 | 1     |
| Seggio di coalizione                         | Seggio di coalizione               | Seggio di coalizione  | Vitangelo Laterza     | 2 075   | 13,28   | 1                                             |        |       |       |
|                                              | Giuseppe Macinagrossa              | Giuseppe Macinagrossa | Giuseppe Macinagrossa | 1 081   | 6,92    | Socialisti Italiani (A)                       | 1 341  | 8,90  | 1     |
| Seggio di coalizione                         | Seggio di coalizione               | Seggio di coalizione  | Giuseppe Macinagrossa | 1 081   | 6,92    | 1                                             |        |       |       |
|                                              | Giuseppe Giustino                  | Giuseppe Giustino     | Giuseppe Giustino     | 201     | 1,29    | Movimento Sociale Fiamma Tricolore            | 202    | 1,34  | –     |
| Totale                                       | Totale                             | 15 084                | 100                   | 15 625  | 100     |                                               | 15 072 | 100   | 20    |
|                                              |                                    |                       |                       |         |         |                                               |        |       |       |
| Fonte: Ministero dell'interno                |                                    |                       |                       |         |         |                                               |        |       |       |

#### Terlizzi
| Candidati                                                | Candidati                       | II turno             | II turno        | I turno | I turno | Liste                             | Voti   | %     | Seggi |
| Candidati                                                | Candidati                       | Voti                 | %               | Voti    | %       | Liste                             | Voti   | %     | Seggi |
| -------------------------------------------------------- | ------------------------------- | -------------------- | --------------- | ------- | ------- | --------------------------------- | ------ | ----- | ----- |
|                                                          | Alberto Amendolagine ✔️ Sindaco | 7 566                | 50,72           | 4 868   | 29,94   | Alleanza Nazionale                | 2 260  | 15,17 | 4     |
| Centro Cristiano Democratico                             | Alberto Amendolagine ✔️ Sindaco | 7 566                | 50,72           | 4 868   | 29,94   | 1 577                             | 10,59  | 4     |       |
|                                                          | Nicolò Volpe                    | 7 350                | 49,28           | 6 247   | 38,42   | Partito Popolare Italiano         | 2 150  | 14,43 | 2     |
| Partito Democratico della Sinistra                       | Nicolò Volpe                    | 7 350                | 49,28           | 6 247   | 38,42   | 1 755                             | 11,78  | 1     |       |
| Rifondazione Comunista                                   | Nicolò Volpe                    | 7 350                | 49,28           | 6 247   | 38,42   | 1 118                             | 7,51   | 1     |       |
| Laburisti-Socialdemocrazia-Partito Repubblicano Italiano | Nicolò Volpe                    | 7 350                | 49,28           | 6 247   | 38,42   | 870                               | 5,84   | –     |       |
| Seggio di coalizione                                     | Seggio di coalizione            | Seggio di coalizione | 49,28           | 6 247   | 38,42   | 1                                 |        |       |       |
|                                                          | Pietro Fusaro                   | Pietro Fusaro        | Pietro Fusaro   | 3 596   | 22,11   | Movimento di Impegno Politico     | 1 310  | 8,79  | 1     |
| Alleanza Democratica-Patto Segni                         | Pietro Fusaro                   | Pietro Fusaro        | Pietro Fusaro   | 3 596   | 22,11   | 793                               | 5,32   | –     |       |
| La Rete-Federazione dei Verdi                            | Pietro Fusaro                   | Pietro Fusaro        | Pietro Fusaro   | 3 596   | 22,11   | 649                               | 4,36   | –     |       |
| Seggio di coalizione                                     | Seggio di coalizione            | Seggio di coalizione | Pietro Fusaro   | 3 596   | 22,11   | 1                                 |        |       |       |
|                                                          | Felice De Sario                 | Felice De Sario      | Felice De Sario | 1 037   | 6,38    | Forza Italia-Polo Popolare        | 990    | 6,65  | –     |
| Seggio di coalizione                                     | Seggio di coalizione            | Seggio di coalizione | Felice De Sario | 1 037   | 6,38    | 1                                 |        |       |       |
|                                                          | Grazia Falco                    | Grazia Falco         | Grazia Falco    | 513     | 3,15    | Movimento Democratico Meridionale | 556    | 3,73  | –     |
| Totale                                                   | Totale                          | 14 916               | 100             | 16 261  | 100     |                                   | 14 895 | 100   | 20    |
|                                                          |                                 |                      |                 |         |         |                                   |        |       |       |
| Fonte: Ministero dell'interno                            |                                 |                      |                 |         |         |                                   |        |       |       |

#### Trani
| Candidati                     | Candidati                       | II turno             | II turno           | I turno | I turno | Liste                              | Voti   | %     | Seggi |
| Candidati                     | Candidati                       | Voti                 | %                  | Voti    | %       | Liste                              | Voti   | %     | Seggi |
| ----------------------------- | ------------------------------- | -------------------- | ------------------ | ------- | ------- | ---------------------------------- | ------ | ----- | ----- |
|                               | Giancarlo Tamborrino ✔️ Sindaco | 11 658               | 51,50              | 6 384   | 20,39   | Alleanza Nazionale                 | 3 943  | 13,52 | 13    |
| Ambiente Club                 | Giancarlo Tamborrino ✔️ Sindaco | 11 658               | 51,50              | 6 384   | 20,39   | 749                                | 2,57   | 2     |       |
| Uniti per Trani               | Giancarlo Tamborrino ✔️ Sindaco | 11 658               | 51,50              | 6 384   | 20,39   | 703                                | 2,41   | 2     |       |
| Un Amico per Trani            | Giancarlo Tamborrino ✔️ Sindaco | 11 658               | 51,50              | 6 384   | 20,39   | 578                                | 1,98   | 1     |       |
|                               | Nicola Mongelli                 | 10 980               | 48,50              | 6 264   | 20,01   | Forza Italia                       | 4 839  | 16,60 | 2     |
| Centro Cristiano Democratico  | Nicola Mongelli                 | 10 980               | 48,50              | 6 264   | 20,01   | 967                                | 3,32   | –     |       |
| Seggio di coalizione          | Seggio di coalizione            | Seggio di coalizione | 48,50              | 6 264   | 20,01   | 1                                  |        |       |       |
|                               | Luigi Lops                      | Luigi Lops           | Luigi Lops         | 5 849   | 18,69   | Partito Democratico della Sinistra | 3 493  | 11,98 | 2     |
| Rifondazione Comunista        | Luigi Lops                      | Luigi Lops           | Luigi Lops         | 5 849   | 18,69   | 1 410                              | 4,84   | –     |       |
| Referendario Indipendenti     | Luigi Lops                      | Luigi Lops           | Luigi Lops         | 5 849   | 18,69   | 914                                | 3,13   | –     |       |
| Seggio di coalizione          | Seggio di coalizione            | Seggio di coalizione | Luigi Lops         | 5 849   | 18,69   | 1                                  |        |       |       |
|                               | Antonio Ragno                   | Antonio Ragno        | Antonio Ragno      | 5 381   | 17,19   | Città Aperta                       | 4 570  | 15,67 | 2     |
| Seggio di coalizione          | Seggio di coalizione            | Seggio di coalizione | Antonio Ragno      | 5 381   | 17,19   | 1                                  |        |       |       |
|                               | Domenico Scarcella              | Domenico Scarcella   | Domenico Scarcella | 4 441   | 14,19   | Polo di Centro Trani               | 2 124  | 7,28  | 1     |
| Patto dei Democratici         | Domenico Scarcella              | Domenico Scarcella   | Domenico Scarcella | 4 441   | 14,19   | 1 981                              | 6,79   | –     |       |
| Seggio di coalizione          | Seggio di coalizione            | Seggio di coalizione | Domenico Scarcella | 4 441   | 14,19   | 1                                  |        |       |       |
|                               | Antonino Battista               | Antonino Battista    | Antonino Battista  | 2 984   | 9,53    | Patto per Trani                    | 2 886  | 9,90  | –     |
| Seggio di coalizione          | Seggio di coalizione            | Seggio di coalizione | Antonino Battista  | 2 984   | 9,53    | 1                                  |        |       |       |
| Totale                        | Totale                          | 22 638               | 100                | 31 303  | 100     |                                    | 29 157 | 100   | 30    |
|                               |                                 |                      |                    |         |         |                                    |        |       |       |
| Fonte: Ministero dell'interno |                                 |                      |                    |         |         |                                    |        |       |       |

1. ↑  Lista sostenuta dal Partito Popolare Italiano.

#### Valenzano
Il 16 febbraio 1996 il Consiglio di Stato ha annullato il ballottaggio, che aveva visto la vittoria di Pasqualino Borgese (PPI), per irregolarità nello svolgimento del secondo turno elettorale nella sezione 25: ne è risultata la decadenza di Borgese e l'insediamento del commissario prefettizio Giuditta Montanari. Il ballottaggio nella suddetta sezione è stato ripetuto il 26 maggio 1996.
| Candidati | Candidati                  | II turno              | II turno              | I turno | I turno | Liste                              | Voti  | %     | Seggi |
| Candidati | Candidati                  | Voti                  | %                     | Voti    | %       | Liste                              | Voti  | %     | Seggi |
| --- | -------------------------- | --------------------- | --------------------- | ------- | ------- | ---------------------------------- | ----- | ----- | ----- |
| | Maria Cicirelli ✔️ Sindaca | 4 514                 | 50,45                 | 3 778   | 38,45   | Progredire Insieme                 | 1 414 | 14,93 | 4     |
| Rifondazione Comunista | Maria Cicirelli ✔️ Sindaca | 4 514                 | 50,45                 | 3 778   | 38,45   | 982                                | 10,37 | 3     |       |
| Artigianato-Commercio-Agricoltura-Industria | Maria Cicirelli ✔️ Sindaca | 4 514                 | 50,45                 | 3 778   | 38,45   | 651                                | 6,87  | 2     |       |
| Patto dei Democratici | Maria Cicirelli ✔️ Sindaca | 4 514                 | 50,45                 | 3 778   | 38,45   | 582                                | 6,14  | 1     |       |
| Totale liste | Maria Cicirelli ✔️ Sindaca | 4 514                 | 50,45                 | 3 778   | 38,45   | 3 629                              | 38,30 | 12    |       |
| | Pasqualino Borgese         | 4 433                 | 49,55                 | 2 554   | 25,99   | Forza Italia                       | 1 681 | 17,74 | 2     |
| Partito Popolare Italiano | Pasqualino Borgese         | 4 433                 | 49,55                 | 2 554   | 25,99   | 852                                | 8,99  | 1     |       |
| Seggio di coalizione | Seggio di coalizione       | Seggio di coalizione  | 49,55                 | 2 554   | 25,99   | 1                                  |       |       |       |
| Totale liste | Pasqualino Borgese         | 4 433                 | 49,55                 | 2 554   | 25,99   | 2 533                              | 26,74 | –     |       |
| | Pasquale De Filippis       | Pasquale De Filippis  | Pasquale De Filippis  | 2 213   | 22,52   | Alleanza Nazionale (A)             | 1 550 | 16,36 | 2     |
| Centro Cristiano Democratico | Pasquale De Filippis       | Pasquale De Filippis  | Pasquale De Filippis  | 2 213   | 22,52   | 541                                | 5,71  | 1     |       |
| Seggio di coalizione | Seggio di coalizione       | Seggio di coalizione  | Pasquale De Filippis  | 2 213   | 22,52   | 1                                  |       |       |       |
| Totale liste | Pasquale De Filippis       | Pasquale De Filippis  | Pasquale De Filippis  | 2 213   | 22,52   | 2 091                              | 22,07 | –     |       |
| | Carla Angiuli Di Turi      | Carla Angiuli Di Turi | Carla Angiuli Di Turi | 783     | 7,97    | Progetto Democratico Valenzano (B) | 714   | 7,54  | 1     |
| Seggio di coalizione | Seggio di coalizione       | Seggio di coalizione  | Carla Angiuli Di Turi | 783     | 7,97    | 1                                  |       |       |       |
| | Vito Tritto                | Vito Tritto           | Vito Tritto           | 497     | 5,06    | Forza Valenzano                    | 507   | 5,35  | –     |
| Totale | Totale                     | 8 947                 | 100                   | 9 825   | 100     |                                    | 9 474 | 100   | 20    |
| |                            |                       |                       |         |         |                                    |       |       |       |
| - Risultati I turno e II turno (annullato), su Archivio storico Ministero dell'Interno, 7 maggio 1995. - "Abbiamo esposto meglio il programma": il nuovo sindaco pensa già alla squadra, in La Gazzetta del Mezzogiorno, 28 maggio 1996. |                            |                       |                       |         |         |                                    |       |       |       |

1. ↑  Lista sostenuta dai Popolari.
2. ↑  Lista sostenuta dal Partito Democratico della Sinistra.

Ballottaggio (annullato)
| Candidati | Candidati                     | Voti  | %      |
| --------- | ----------------------------- | ----- | ------ |
|           | Pasqualino Borgese ✔️ Sindaco | 4 441 | 50,13  |
|           | Maria Cicirelli               | 4 418 | 49,87  |
| Totale    | Totale                        | 8 859 | 100,00 |

### Provincia di Brindisi

#### Ceglie Messapica
| Candidati                     | Candidati              | II turno             | II turno            | I turno | I turno | Liste                                | Voti   | %     | Seggi |
| Candidati                     | Candidati              | Voti                 | %                   | Voti    | %       | Liste                                | Voti   | %     | Seggi |
| ----------------------------- | ---------------------- | -------------------- | ------------------- | ------- | ------- | ------------------------------------ | ------ | ----- | ----- |
|                               | Pietro Mita ✔️ Sindaco | 6 711                | 53,48               | 4 270   | 32,75   | Partito della Rifondazione Comunista | 3 800  | 30,69 | 12    |
|                               | Cataldo Ciccarone      | 5 838                | 46,52               | 5 375   | 41,23   | Alleanza Nazionale                   | 1 751  | 14,14 | 2     |
| Forza Italia                  | Cataldo Ciccarone      | 5 838                | 46,52               | 5 375   | 41,23   | 1 587                                | 12,82  | 1     |       |
| Partito Popolare Italiano     | Cataldo Ciccarone      | 5 838                | 46,52               | 5 375   | 41,23   | 1 131                                | 9,13   | 1     |       |
| Centro Cristiano Democratico  | Cataldo Ciccarone      | 5 838                | 46,52               | 5 375   | 41,23   | 859                                  | 6,94   | 1     |       |
| Seggio di coalizione          | Seggio di coalizione   | Seggio di coalizione | 46,52               | 5 375   | 41,23   | 1                                    |        |       |       |
|                               | Pantaleone Pompilio    | Pantaleone Pompilio  | Pantaleone Pompilio | 1 519   | 11,65   | Partito Democratico della Sinistra   | 1 442  | 11,64 | –     |
| Seggio di coalizione          | Seggio di coalizione   | Seggio di coalizione | Pantaleone Pompilio | 1 519   | 11,65   | 1                                    |        |       |       |
|                               | Rocco Cavallo          | Rocco Cavallo        | Rocco Cavallo       | 1 039   | 7,97    | Movimento Cittadino Forza Ceglie     | 936    | 7,56  | –     |
| Seggio di coalizione          | Seggio di coalizione   | Seggio di coalizione | Rocco Cavallo       | 1 039   | 7,97    | 1                                    |        |       |       |
|                               | Vittorio Chirulli      | Vittorio Chirulli    | Vittorio Chirulli   | 835     | 6,40    | Popolari                             | 877    | 7,08  | –     |
| Totale                        | Totale                 | 12 549               | 100                 | 13 038  | 100     |                                      | 12 383 | 100   | 20    |
|                               |                        |                      |                     |         |         |                                      |        |       |       |
| Fonte: Ministero dell'interno |                        |                      |                     |         |         |                                      |        |       |       |

#### Erchie
|                               | Vincenzo Ciccarese ✔️ Sindaco | Lista civica di centro-sinistra | 1 705 | 34,18 | 11 |  |  |  |  |
|                               | Lino Massimo Prima            | Lista civica di centro-destra   | 146   | 2,93  | 3  |  |  |  |  |
|                               | Lucio Franco Passero          | Centro                          | 1 637 | 32,82 | 2  |  |  |  |  |
| Totale                        | Totale                        |                                 | 4 988 | 100   | 16 |  |  |  |  |
|                               |                               |                                 |       |       |    |  |  |  |  |
| Fonte: Ministero dell'interno |                               |                                 |       |       |    |  |  |  |  |

1. ↑  Lista sostenuta dal Partito Popolare Italiano.

#### Fasano
| Candidati                     | Candidati                    | II turno             | II turno        | I turno | I turno | Liste                                                         | Voti   | %     | Seggi |
| Candidati                     | Candidati                    | Voti                 | %               | Voti    | %       | Liste                                                         | Voti   | %     | Seggi |
| ----------------------------- | ---------------------------- | -------------------- | --------------- | ------- | ------- | ------------------------------------------------------------- | ------ | ----- | ----- |
|                               | Donato De Carolis ✔️ Sindaco | 13 423               | 61,35           | 4 620   | 19,49   | Patto dei Democratici                                         | 4 154  | 18,37 | 18    |
|                               | Nicola Latorre               | 8 458                | 38,65           | 5 061   | 21,35   | Partito Democratico della Sinistra                            | 4 518  | 19,98 | 2     |
| Seggio di coalizione          | Seggio di coalizione         | Seggio di coalizione | 38,65           | 5 061   | 21,35   | 1                                                             |        |       |       |
|                               | Nicola Amati                 | Nicola Amati         | Nicola Amati    | 4 378   | 18,47   | Alleanza Nazionale                                            | 4 382  | 19,38 | 2     |
| Seggio di coalizione          | Seggio di coalizione         | Seggio di coalizione | Nicola Amati    | 4 378   | 18,47   | 1                                                             |        |       |       |
|                               | Ettore Massari               | Ettore Massari       | Ettore Massari  | 4 273   | 18,03   | Forza Italia                                                  | 4 297  | 19,00 | 2     |
| Seggio di coalizione          | Seggio di coalizione         | Seggio di coalizione | Ettore Massari  | 4 273   | 18,03   | 1                                                             |        |       |       |
|                               | Vito Zizzi                   | Vito Zizzi           | Vito Zizzi      | 3 542   | 14,95   | Partito Popolare Italiano                                     | 3 453  | 15,27 | 2     |
| Seggio di coalizione          | Seggio di coalizione         | Seggio di coalizione | Vito Zizzi      | 3 542   | 14,95   | 1                                                             |        |       |       |
|                               | Ruggero Bungaro              | Ruggero Bungaro      | Ruggero Bungaro | 1 145   | 4,83    | Rifondazione Comunista-Proposta Civile                        | 1 106  | 4,89  | –     |
|                               | Tommaso Potenza              | Tommaso Potenza      | Tommaso Potenza | 681     | 2,87    | Artigiani Commercianti Lavoratori Autonomi-Insieme Per Fasano | 706    | 3,12  | –     |
| Totale                        | Totale                       | 21 881               | 100             | 23 700  | 100     |                                                               | 22 616 | 100   | 30    |
|                               |                              |                      |                 |         |         |                                                               |        |       |       |
| Fonte: Ministero dell'interno |                              |                      |                 |         |         |                                                               |        |       |       |

#### Francavilla Fontana
| Candidati                                  | Candidati                 | II turno             | II turno           | I turno | I turno | Liste                                | Voti   | %     | Seggi |
| Candidati                                  | Candidati                 | Voti                 | %                  | Voti    | %       | Liste                                | Voti   | %     | Seggi |
| ------------------------------------------ | ------------------------- | -------------------- | ------------------ | ------- | ------- | ------------------------------------ | ------ | ----- | ----- |
|                                            | Mario Filomeno ✔️ Sindaco | 11 530               | 59,97              | 6 450   | 29,15   | Partito Democratico della Sinistra   | 2 478  | 11,66 | 4     |
| Popolari                                   | Mario Filomeno ✔️ Sindaco | 11 530               | 59,97              | 6 450   | 29,15   | 2 151                                | 10,12  | 2     |       |
| Patto dei Democratici                      | Mario Filomeno ✔️ Sindaco | 11 530               | 59,97              | 6 450   | 29,15   | 681                                  | 3,21   | 1     |       |
| Federazione dei Verdi-Alleanza Democratica | Mario Filomeno ✔️ Sindaco | 11 530               | 59,97              | 6 450   | 29,15   | 571                                  | 2,69   | 1     |       |
|                                            | Domenico Lopalco          | 7 747                | 40,29              | 10 631  | 48,04   | Alleanza Nazionale                   | 4 568  | 21,50 | 7     |
| Centro Cristiano Democratico               | Domenico Lopalco          | 7 747                | 40,29              | 10 631  | 48,04   | 3 132                                | 14,74  | 4     |       |
| Forza Italia                               | Domenico Lopalco          | 7 747                | 40,29              | 10 631  | 48,04   | 2 268                                | 10,67  | 3     |       |
| Lista civica di Centro-destra              | Domenico Lopalco          | 7 747                | 40,29              | 10 631  | 48,04   | 721                                  | 3,39   | 1     |       |
| Lista civica di Centro-destra              | Domenico Lopalco          | 7 747                | 40,29              | 10 631  | 48,04   | 636                                  | 2,99   | 1     |       |
| Unione di Centro                           | Domenico Lopalco          | 7 747                | 40,29              | 10 631  | 48,04   | 221                                  | 1,04   | –     |       |
| Seggio di coalizione                       | Seggio di coalizione      | Seggio di coalizione | 40,29              | 10 631  | 48,04   | 1                                    |        |       |       |
|                                            | Giuseppe Marinotti        | Giuseppe Marinotti   | Giuseppe Marinotti | 1 978   | 8,94    | Solidarietà Cittadina                | 1 412  | 6,65  | 1     |
| Seggio di coalizione                       | Seggio di coalizione      | Seggio di coalizione | Giuseppe Marinotti | 1 978   | 8,94    | 1                                    |        |       |       |
|                                            | Alessandro Rodia          | Alessandro Rodia     | Alessandro Rodia   | 1 597   | 7,22    | Cristiano Sociali                    | 1 211  | 5,70  | –     |
| Seggio di coalizione                       | Seggio di coalizione      | Seggio di coalizione | Alessandro Rodia   | 1 597   | 7,22    | 1                                    |        |       |       |
|                                            | Gerardo Trisolino         | Gerardo Trisolino    | Gerardo Trisolino  | 1 312   | 5,93    | Partito della Rifondazione Comunista | 1 068  | 5,03  | –     |
| Seggio di coalizione                       | Seggio di coalizione      | Seggio di coalizione | Gerardo Trisolino  | 1 312   | 5,93    | 1                                    |        |       |       |
|                                            | Francesco Iurlaro         | Francesco Iurlaro    | Francesco Iurlaro  | 160     | 0,72    | Lega Italia Federale                 | 129    | 0,61  | –     |
| Totale                                     | Totale                    | 19 227               | 100                | 22 128  | 100     |                                      | 21 247 | 100   | 30    |
|                                            |                           |                      |                    |         |         |                                      |        |       |       |
| Fonte: Ministero dell'interno              |                           |                      |                    |         |         |                                      |        |       |       |

#### Villa Castelli
|                               | Vitantonio Caliandro ✔️ Sindaco | Lista civica di centro-sinistra | 1 574 | 30,65 | 11 |  |  |  |  |
|                               | Egidio Conserva                 | Lista civica di centro-destra   | 1 309 | 25,49 | 2  |  |  |  |  |
|                               | Francesco Venza                 | Lista civica di centro-sinistra | 1 287 | 25,06 | 2  |  |  |  |  |
|                               | Pietro Alò                      | Lista civica di centro-sinistra | 866   | 16,86 | 1  |  |  |  |  |
| Totale                        | Totale                          |                                 | 5 136 | 100   | 16 |  |  |  |  |
|                               |                                 |                                 |       |       |    |  |  |  |  |
| Fonte: Ministero dell'interno |                                 |                                 |       |       |    |  |  |  |  |

### Provincia di Foggia

#### Biccari
|                               | Antonio Sessa ✔️ Sindaco      | Partito Popolare Italiano | 988   | 45,68 | 1  |  |  |  |  |
|                               | Donato Checchia               | Alleanza Nazionale        | 616   | 28,48 | 3  |  |  |  |  |
|                               | Franca Maria Rosaria Paolella | Alleanza dei Progressisti | 394   | 18,22 | 2  |  |  |  |  |
|                               | Mario Aniello Mansueto        | Federazione Laburista     | 165,  | 7,63  | –  |  |  |  |  |
| Totale                        | Totale                        |                           | 2 163 | 100   | 16 |  |  |  |  |
|                               |                               |                           |       |       |    |  |  |  |  |
| Fonte: Ministero dell'interno |                               |                           |       |       |    |  |  |  |  |

#### Bovino
|                               | Leonardo Lombardi ✔️ Sindaco | Rifondazione Comunista          | 916   | 30,31 | 11 |  |  |  |  |
|                               | Alberto Casoria              | Centro                          | 647   | 21,41 | 2  |  |  |  |  |
|                               | Michele Russo                | Alleanza Nazionale              | 468   | 15,49 | 1  |  |  |  |  |
|                               | Lucio Lorenzo Cerrato        | Centro                          | 490   | 16,21 | 1  |  |  |  |  |
|                               | Maria Rosaria Lombardi       | Lista civica di centro-sinistra | 319   | 10,56 | 1  |  |  |  |  |
|                               | Vincenzo Magnatta            | Centro                          | 263   | 8,70  | –  |  |  |  |  |
| Totale                        | Totale                       |                                 | 3 022 | 100   | 16 |  |  |  |  |
|                               |                              |                                 |       |       |    |  |  |  |  |
| Fonte: Ministero dell'interno |                              |                                 |       |       |    |  |  |  |  |

#### Carapelle
|                               | Angelo Michele Masucci ✔️ Sindaco | Alleanza dei Progressisti       | 854   | 24,78 | 11 |  |  |  |  |
|                               | Alfonso Maria Palomba             | Lista civica di centro-sinistra | 799   | 23,19 | 2  |  |  |  |  |
|                               | Luigi Mennuni                     | Centro                          | 617   | 17,90 | 1  |  |  |  |  |
|                               | Remo Clodoveo Capozzo             | Partito Popolare Italiano       | 598   | 17,35 | 1  |  |  |  |  |
|                               | Francesco Paolo Di Fiore          | Alleanza Nazionale              | 501   | 14,54 | 1  |  |  |  |  |
|                               | Pasquale Di Michele               | Centro                          | 77    | 2,23  | –  |  |  |  |  |
| Totale                        | Totale                            |                                 | 3 446 | 100   | 16 |  |  |  |  |
|                               |                                   |                                 |       |       |    |  |  |  |  |
| Fonte: Ministero dell'interno |                                   |                                 |       |       |    |  |  |  |  |

#### Casalnuovo Monterotaro
|                               | Giovanni Pompeo Bredice ✔️ Sindaco | Lista civica                    | 649   | 40,39 | 8  |  |  |  |  |
|                               | Matteo Antonio Salerno             | Lista civica di centro-sinistra | 602   | 37,46 | 3  |  |  |  |  |
|                               | Luigi Tusino                       | Partito Popolare Progressista   | 356   | 22,15 | 1  |  |  |  |  |
| Totale                        | Totale                             |                                 | 1 607 | 100   | 12 |  |  |  |  |
|                               |                                    |                                 |       |       |    |  |  |  |  |
| Fonte: Ministero dell'interno |                                    |                                 |       |       |    |  |  |  |  |

#### Castelluccio Valmaggiore
|                               | Giuseppe Campanaro ✔️ Sindaco | Alleanza Nazionale - Partito Popolare Italiano | 551   | 50,78 | 8  |  |  |  |  |
|                               | Vittorio Pompa                | Lista civica di centro-sinistra                | 534   | 49,22 | 4  |  |  |  |  |
| Totale                        | Totale                        |                                                | 1 085 | 100   | 12 |  |  |  |  |
|                               |                               |                                                |       |       |    |  |  |  |  |
| Fonte: Ministero dell'interno |                               |                                                |       |       |    |  |  |  |  |

#### Castelnuovo della Daunia
|                               | Ernesto Cicchetti ✔️ Sindaco | Lista civica di centro-sinistra | 572   | 43,90 | 8  |  |  |  |  |
|                               | Antonio Palmieri             | Centro                          | 405   | 31,08 | 2  |  |  |  |  |
|                               | Antonio Paranzino            | Lista civica di centro-destra   | 326   | 25,02 | 2  |  |  |  |  |
| Totale                        | Totale                       |                                 | 1 303 | 100   | 12 |  |  |  |  |
|                               |                              |                                 |       |       |    |  |  |  |  |
| Fonte: Ministero dell'interno |                              |                                 |       |       |    |  |  |  |  |

#### Celle di San Vito
|                               | Michele Schiavone ✔️ Sindaco | Alleanza Nazionale - Centro Cristiano Democratico | 103 | 55,08 | 8  |  |  |  |  |
|                               | Lorenzo Girardi              | Partito Popolare Italiano                         | 84  | 44,92 | 4  |  |  |  |  |
| Totale                        | Totale                       |                                                   | 187 | 100   | 12 |  |  |  |  |
|                               |                              |                                                   |     |       |    |  |  |  |  |
| Fonte: Ministero dell'interno |                              |                                                   |     |       |    |  |  |  |  |

#### Deliceto
|                               | Benvenuto Grisorio ✔️ Sindaco | Lista civica di centro-sinistra | 1 918 | 66,12 | 11 |  |  |  |  |
|                               | Domenico Bonassisa            | Lista civica di centro-destra   | 983   | 33,88 | 5  |  |  |  |  |
| Totale                        | Totale                        |                                 | 2 901 | 100   | 16 |  |  |  |  |
|                               |                               |                                 |       |       |    |  |  |  |  |
| Fonte: Ministero dell'interno |                               |                                 |       |       |    |  |  |  |  |

#### Faeto
|                               | Savino Vincenzo Rubino ✔️ Sindaco | Partito Popolare Italiano | 378 | 59,53 | 8  |  |  |  |  |
|                               | Carlo Pavia                       | Sinistra                  | 257 | 40,47 | 4  |  |  |  |  |
| Totale                        | Totale                            |                           | 635 | 100   | 12 |  |  |  |  |
|                               |                                   |                           |     |       |    |  |  |  |  |
| Fonte: Ministero dell'interno |                                   |                           |     |       |    |  |  |  |  |

#### Lesina
|                               | Salvatore Antonio Trombetta ✔️ Sindaco | Lista civica di centro-sinistra    | 1 258 | 29,59 | 11 |  |  |  |  |
|                               | Vincenzo Marotta                       | Centro                             | 1 202 | 28,28 | 3  |  |  |  |  |
|                               | Matteo Salvatore Deolo                 | Alleanza Nazionale                 | 790   | 18,58 | 1  |  |  |  |  |
|                               | Giovanni Antonio Dell'Aquila           | Centro                             | 741   | 17,43 | 1  |  |  |  |  |
|                               | Nazareno Vincenzo Antonio Calvo        | Movimento Sociale Fiamma Tricolore | 260   | 6,12  | –  |  |  |  |  |
| Totale                        | Totale                                 |                                    | 4 251 | 100   | 16 |  |  |  |  |
|                               |                                        |                                    |       |       |    |  |  |  |  |
| Fonte: Ministero dell'interno |                                        |                                    |       |       |    |  |  |  |  |

1. ↑  Lista sostenuta dal Partito Democratico della Sinistra.
2. ↑  Lista sostenuta da Forza Italia.

#### Mattinata
|                               | Gianfranco Piemontese ✔️ Sindaco | Lista civica di centro-sinistra                   | 1 538 | 38,30 | 11 |  |  |  |  |
|                               | Biagio Piemontese                | Partito Popolare Italiano                         | 1 475 | 36,73 | 3  |  |  |  |  |
|                               | Nicola Mantuano                  | Alleanza Nazionale - Centro Cristiano Democratico | 1 003 | 24,98 | 2  |  |  |  |  |
| Totale                        | Totale                           |                                                   | 4 016 | 100   | 16 |  |  |  |  |
|                               |                                  |                                                   |       |       |    |  |  |  |  |
| Fonte: Ministero dell'interno |                                  |                                                   |       |       |    |  |  |  |  |

#### Monteleone di Puglia
|                               | Carmelo Morra ✔️ Sindaco | Lista civica di centro-sinistra | 545   | 54,45 | 8  |  |  |  |  |
|                               | Euplio Novia             | Centro                          | 456   | 45,55 | 4  |  |  |  |  |
| Totale                        | Totale                   |                                 | 1 001 | 100   | 12 |  |  |  |  |
|                               |                          |                                 |       |       |    |  |  |  |  |
| Fonte: Ministero dell'interno |                          |                                 |       |       |    |  |  |  |  |

#### Orsara di Puglia
|                               | Pietrantonio Fatibene ✔️ Sindaco | Centro                          | 1 012 | 42,99 | 11 |  |  |  |  |
|                               | Mario Donato Narducci            | Lista civica di centro-sinistra | 876   | 37,21 | 3  |  |  |  |  |
|                               | Aurelio Sciarappa                | Rifondazione Comunista          | 466   | 19,80 | 2  |  |  |  |  |
| Totale                        | Totale                           |                                 | 2 354 | 100   | 16 |  |  |  |  |
|                               |                                  |                                 |       |       |    |  |  |  |  |
| Fonte: Ministero dell'interno |                                  |                                 |       |       |    |  |  |  |  |

#### Poggio Imperiale
|                               | Onorato D'Amato ✔️ Sindaco | Centro                                                   | 937   | 44,16 | 11 |  |  |  |  |
|                               | Michele Simeone            | Lista civica di centro-sinistra                          | 665   | 31,34 | 3  |  |  |  |  |
|                               | Felice Antonio Giuliani    | Alleanza Nazionale                                       | 379   | 17,86 | 2  |  |  |  |  |
|                               | Michele Vitale             | Centro Cristiano Democratico - Partito Popolare Italiano | 141   | 6,64  | –  |  |  |  |  |
| Totale                        | Totale                     |                                                          | 2 122 | 100   | 16 |  |  |  |  |
|                               |                            |                                                          |       |       |    |  |  |  |  |
| Fonte: Ministero dell'interno |                            |                                                          |       |       |    |  |  |  |  |

#### Rocchetta Sant'Antonio
|                               | Angelo Sciretta ✔️ Sindaco | Partito Popolare Italiano - civica | 1 013 | 64,03 | 8  |  |  |  |  |
|                               | Carlo Mastropietro         | Centro                             | 524   | 33,12 | 4  |  |  |  |  |
|                               | Vittorio Vece              | Lista civica di centro-destra      | 45    | 2,84  | –  |  |  |  |  |
| Totale                        | Totale                     |                                    | 1 582 | 100   | 12 |  |  |  |  |
|                               |                            |                                    |       |       |    |  |  |  |  |
| Fonte: Ministero dell'interno |                            |                                    |       |       |    |  |  |  |  |

#### Rodi Garganico
|                               | Teodoro Moretti ✔️ Sindaco | Sinistra                           | 1 085 | 42,02 | 11 |  |  |  |  |
|                               | Donato Petrosino           | Lista civica                       | 732   | 28,35 | 3  |  |  |  |  |
|                               | Nicola Pinto               | Centro                             | 593   | 22,97 | 2  |  |  |  |  |
|                               | Giuseppe Galullo           | Partito Democratico della Sinistra | 172   | 6,66  | –  |  |  |  |  |
| Totale                        | Totale                     |                                    | 2 582 | 100   | 16 |  |  |  |  |
|                               |                            |                                    |       |       |    |  |  |  |  |
| Fonte: Ministero dell'interno |                            |                                    |       |       |    |  |  |  |  |

#### San Marco la Catola
|                               | Raffaele Di Gioia ✔️ Sindaco | Lista civica di centro-sinistra | 835 | 100,00 | 9 |  |  |  |  |
| Totale                        | Totale                       |                                 | 835 | 100    | 9 |  |  |  |  |
|                               |                              |                                 |     |        |   |  |  |  |  |
| Fonte: Ministero dell'interno |                              |                                 |     |        |   |  |  |  |  |

1. ↑  Lista sostenuta dai Socialisti Italiani.

#### Sannicandro Garganico
| Candidati                     | Candidati                     | II turno             | II turno          | I turno | I turno | Liste                              | Voti   | %     | Seggi |
| Candidati                     | Candidati                     | Voti                 | %                 | Voti    | %       | Liste                              | Voti   | %     | Seggi |
| ----------------------------- | ----------------------------- | -------------------- | ----------------- | ------- | ------- | ---------------------------------- | ------ | ----- | ----- |
|                               | Nicandro Marinacci ✔️ Sindaco | 5 213                | 54,94             | 3 789   | 34,98   | Partito Popolare Italiano          | 1 990  | 19,18 | 7     |
| Centro Democratico Moderato   | Nicandro Marinacci ✔️ Sindaco | 5 213                | 54,94             | 3 789   | 34,98   | 969                                | 9,34   | 3     |       |
| Centro Cristiano Democratico  | Nicandro Marinacci ✔️ Sindaco | 5 213                | 54,94             | 3 789   | 34,98   | 815                                | 7,85   | 2     |       |
|                               | Nicandro Di Salvia            | 4 275                | 45,06             | 3 190   | 29,45   | Partito Democratico della Sinistra | 2 563  | 24,70 | 4     |
| Patto dei Democratici         | Nicandro Di Salvia            | 4 275                | 45,06             | 3 190   | 29,45   | 421                                | 4,06   | –     |       |
| Seggio di coalizione          | Seggio di coalizione          | Seggio di coalizione | 45,06             | 3 190   | 29,45   | 1                                  |        |       |       |
|                               | Nazario Faina                 | Nazario Faina        | Nazario Faina     | 2 727   | 25,17   | Alleanza Nazionale                 | 1 098  | 10,58 | 1     |
| Forza Italia                  | Nazario Faina                 | Nazario Faina        | Nazario Faina     | 2 727   | 25,17   | 1 019                              | 9,82   | 1     |       |
| Liberali                      | Nazario Faina                 | Nazario Faina        | Nazario Faina     | 2 727   | 25,17   | 464                                | 4,47   | –     |       |
| Seggio di coalizione          | Seggio di coalizione          | Seggio di coalizione | Nazario Faina     | 2 727   | 25,17   | 1                                  |        |       |       |
|                               | Simone Fiorillo               | Simone Fiorillo      | Simone Fiorillo   | 627     | 5,79    | Rifondazione Comunista (B)         | 485    | 4,67  | –     |
|                               | Leonardo Di Monte             | Leonardo Di Monte    | Leonardo Di Monte | 500     | 4,62    | Paese Mio (A)                      | 553    | 5,33  | –     |
| Totale                        | Totale                        | 9 488                | 100               | 10 833  | 100     |                                    | 10 377 | 100   | 20    |
|                               |                               |                      |                   |         |         |                                    |        |       |       |
| Fonte: Ministero dell'interno |                               |                      |                   |         |         |                                    |        |       |       |

#### San Severo
|                               | Giuliano Giuliani ✔️ Sindaco | 17 731               | 53,84 | Alleanza Nazionale                 | 7 516  | 24,51 | 99 |  |  |
| Forza Italia                  | Giuliano Giuliani ✔️ Sindaco | 17 731               | 53,84 | 4 147                              | 13,53  | 5     |    |  |  |
| Centro Cristiano Democratico  | Giuliano Giuliani ✔️ Sindaco | 17 731               | 53,84 | 2 276                              | 7,42   | 2     |    |  |  |
| Cattolici Liberali            | Giuliano Giuliani ✔️ Sindaco | 17 731               | 53,84 | 2 074                              | 6,76   | 2     |    |  |  |
|                               | Michele Monaco               | 10 306               | 31,30 | Partito Democratico della Sinistra | 8 331  | 27,17 | 7  |  |  |
| Patto dei Democratici         | Michele Monaco               | 10 306               | 31,30 | 1 111                              | 3,62   | 1     |    |  |  |
| Cristiano Sociali             | Michele Monaco               | 10 306               | 31,30 | 284                                | 0,93   | –     |    |  |  |
| Seggio di coalizione          | Seggio di coalizione         | Seggio di coalizione | 31,30 | 1                                  |        |       |    |  |  |
|                               | Nazario Faina                | 2 467                | 7,49  | Partito Popolare Italiano          | 2 620  | 8,55  | 1  |  |  |
| Seggio di coalizione          | Seggio di coalizione         | Seggio di coalizione | 7,49  | 1                                  |        |       |    |  |  |
|                               | Michele Florio               | 1 488                | 4,52  | Rifondazione Comunista             | 1 428  | 4,66  | –  |  |  |
| Seggio di coalizione          | Seggio di coalizione         | Seggio di coalizione | 4,52  | 1                                  |        |       |    |  |  |
|                               | Giovanni Angelo Mazzeo       | 683                  | 2,07  | Federazione dei Verdi              | 620    | 2,02  | –  |  |  |
|                               | Fernando Antonio Ciliberti   | 256                  | 0,78  | Ambiente Club                      | 252    | 0,82  | –  |  |  |
| Totale                        | Totale                       | 32 931               | 100   |                                    | 30 659 | 100   | 30 |  |  |
|                               |                              |                      |       |                                    |        |       |    |  |  |
| Fonte: Ministero dell'interno |                              |                      |       |                                    |        |       |    |  |  |

#### Sant'Agata di Puglia
|                               | Lino Mele ✔️ Sindaco | Sinistra                        | 730   | 39,25 | 11 |  |  |  |  |
|                               | Vincenzo Roca        | Lista civica di centro-sinistra | 570   | 30,65 | 3  |  |  |  |  |
|                               | Lorenzo Soldo        | Centro                          | 560   | 30,11 | 2  |  |  |  |  |
| Totale                        | Totale               |                                 | 1 860 | 100   | 16 |  |  |  |  |
|                               |                      |                                 |       |       |    |  |  |  |  |
| Fonte: Ministero dell'interno |                      |                                 |       |       |    |  |  |  |  |

#### Stornara
|                               | Giuseppe Calamita ✔️ Sindaco             | Centro                          | 1 359 | 33,39 | 11 |  |  |  |  |
|                               | Antonia Capolongo Carrozzi               | Lista civica di centro-sinistra | 718   | 17,64 | 2  |  |  |  |  |
|                               | Armando Benito Romano Carmelo Moscarella | Lista civica di centro-destra   | 503   | 12,36 | 2  |  |  |  |  |
|                               | Maria Grippo Solomita                    | Lista civica di centro-sinistra | 490   | 12,04 | 1  |  |  |  |  |
| Totale                        | Totale                                   |                                 | 4 070 | 100   | 16 |  |  |  |  |
|                               |                                          |                                 |       |       |    |  |  |  |  |
| Fonte: Ministero dell'interno |                                          |                                 |       |       |    |  |  |  |  |

#### Stornarella
|                               | Domenico Pistillo ✔️ Sindaco | Lista civica di centro-sinistra                   | 1 384 | 42,74 | 11 |  |  |  |  |
|                               | Antonio De Angelis           | Centro                                            | 708   | 21,87 | 2  |  |  |  |  |
|                               | Giuseppe Costa               | Alleanza Nazionale - Centro Cristiano Democratico | 619   | 19,12 | 2  |  |  |  |  |
|                               | Luigi De Finis               | Centro                                            | 527   | 16,28 | 1  |  |  |  |  |
| Totale                        | Totale                       |                                                   | 3 238 | 100   | 16 |  |  |  |  |
|                               |                              |                                                   |       |       |    |  |  |  |  |
| Fonte: Ministero dell'interno |                              |                                                   |       |       |    |  |  |  |  |

#### Volturara Appula
|                               | Cesare Baldi ✔️ Sindaco | Partito Popolare Italiano | 258 | 51,50 | 8  |  |  |  |  |
|                               | Nicola Andrea Torretta  | Lista civica              | 243 | 48,50 | 4  |  |  |  |  |
| Totale                        | Totale                  |                           | 501 | 100   | 12 |  |  |  |  |
|                               |                         |                           |     |       |    |  |  |  |  |
| Fonte: Ministero dell'interno |                         |                           |     |       |    |  |  |  |  |

#### Volturino
|                               | Armistizio Matteo Melillo ✔️ Sindaco | Centro   | 798   | 52,74 | 8  |  |  |  |  |
|                               | Michele Albano                       | Sinistra | 715   | 47,26 | 4  |  |  |  |  |
| Totale                        | Totale                               |          | 1 513 | 100   | 12 |  |  |  |  |
|                               |                                      |          |       |       |    |  |  |  |  |
| Fonte: Ministero dell'interno |                                      |          |       |       |    |  |  |  |  |

### Provincia di Lecce

#### Acquarica del Capo
|                               | Antonio Crocefisso Valiani ✔️ Sindaco | Alleanza Nazionale - Centro Cristiano Democratico | 1 520 | 52,00 | 11 |  |  |  |  |
|                               | Sergio Valerio Scarcella              | Lista civica di centro-sinistra                   | 1 213 | 41,50 | 5  |  |  |  |  |
|                               | Daniela Leo                           | Lista civica di centro-destra                     | 190   | 6,50  | –  |  |  |  |  |
| Totale                        | Totale                                |                                                   | 2 923 | 100   | 16 |  |  |  |  |
|                               |                                       |                                                   |       |       |    |  |  |  |  |
| Fonte: Ministero dell'interno |                                       |                                                   |       |       |    |  |  |  |  |

1. ↑  Lista sostenuta dal Partito Popolare Italiano.

#### Andrano
|                               | Salvatore Musarò ✔️ Sindaco | Lista civica di centro-sinistra | 2 262 | 66,24 | 11 |  |  |  |  |
|                               | Fabio Accogli               | Lista civica di centro-destra   | 1 153 | 33,76 | 5  |  |  |  |  |
| Totale                        | Totale                      |                                 | 3 415 | 100   | 16 |  |  |  |  |
|                               |                             |                                 |       |       |    |  |  |  |  |
| Fonte: Ministero dell'interno |                             |                                 |       |       |    |  |  |  |  |

#### Arnesano
|                               | Maria Stefania Caione ✔️ Sindaca | Partito Popolare Italiano                         | 867   | 38,43 | 11 |  |  |  |  |
|                               | Salvatore Fiordaliso             | Lista civica di centro-sinistra                   | 721   | 31,96 | 3  |  |  |  |  |
|                               | Antonio Terzi                    | Alleanza Nazionale - Centro Cristiano Democratico | 668   | 29,61 | 2  |  |  |  |  |
| Totale                        | Totale                           |                                                   | 2 256 | 100   | 16 |  |  |  |  |
|                               |                                  |                                                   |       |       |    |  |  |  |  |
| Fonte: Ministero dell'interno |                                  |                                                   |       |       |    |  |  |  |  |

#### Bagnolo del Salento
|                               | Vincenzo Iaconisi ✔️ Sindaco | Lista civica di centro-sinistra                   | 644   | 48,06 | 8  |  |  |  |  |
|                               | Antonio Serio                | Sinistra                                          | 481   | 35,90 | 3  |  |  |  |  |
|                               | Leopoldo Cocola              | Alleanza Nazionale - Centro Cristiano Democratico | 215   | 16,04 | 1  |  |  |  |  |
| Totale                        | Totale                       |                                                   | 1 340 | 100   | 12 |  |  |  |  |
|                               |                              |                                                   |       |       |    |  |  |  |  |
| Fonte: Ministero dell'interno |                              |                                                   |       |       |    |  |  |  |  |

#### Botrugno
|                               | Mauro De Giorgi ✔️ Sindaco | Lista civica di centro-sinistra | 1 102 | 51,45 | 11 |  |  |  |  |
|                               | Maria Pina Stefanelli      | Lista civica di centro-destra   | 1 040 | 48,55 | 5  |  |  |  |  |
| Totale                        | Totale                     |                                 | 2 142 | 100   | 16 |  |  |  |  |
|                               |                            |                                 |       |       |    |  |  |  |  |
| Fonte: Ministero dell'interno |                            |                                 |       |       |    |  |  |  |  |

#### Campi Salentina
|                               | Egidio Zacheo ✔️ Sindaco    | Lista civica di centro-sinistra | 2 593 | 34,82 | 13 |  |  |  |  |
|                               | Giuseppe Primo Dello Preite | Centro                          | 2 137 | 28,70 | 4  |  |  |  |  |
|                               | Nicolò Calamia              | Centro                          | 1 717 | 23,06 | 3  |  |  |  |  |
| Totale                        | Totale                      |                                 | 7 447 | 100   | 20 |  |  |  |  |
|                               |                             |                                 |       |       |    |  |  |  |  |
| Fonte: Ministero dell'interno |                             |                                 |       |       |    |  |  |  |  |

1. ↑  Lista sostenuta da Partito Democratico della Sinistra, Popolari, Federazione Laburista e Partito Socialista Democratico Italiano.
2. ↑  Lista sostenuta dal Centro Cristiano Democratico.

#### Cannole
|                               | Giuseppe Vincenzo Lucio Villani ✔️ Sindaco | Lista civica di centro-sinistra | 676   | 51,25 | 8  |  |  |  |  |
|                               | Vincenzo Causio                            | Lista civica di centro-sinistra | 643   | 48,75 | 4  |  |  |  |  |
| Totale                        | Totale                                     |                                 | 1 319 | 100   | 12 |  |  |  |  |
|                               |                                            |                                 |       |       |    |  |  |  |  |
| Fonte: Ministero dell'interno |                                            |                                 |       |       |    |  |  |  |  |

#### Carpignano Salentino
|                               | Cosimo Rocco Calò ✔️ Sindaco | Lista civica di centro-sinistra | 1 503 | 56,42 | 11 |  |  |  |  |
|                               | Luigi Cafaro                 | Lista civica di centro-sinistra | 1 161 | 43,58 | 5  |  |  |  |  |
| Totale                        | Totale                       |                                 | 2 664 | 100   | 16 |  |  |  |  |
|                               |                              |                                 |       |       |    |  |  |  |  |
| Fonte: Ministero dell'interno |                              |                                 |       |       |    |  |  |  |  |

#### Castri di Lecce
|                               | Vito Murrone ✔️ Sindaco | Lista civica di centro-sinistra | 1 472 | 66,43 | 11 |  |  |  |  |
|                               | Cosimo Domenico Longo   | Centro                          | 744   | 33,57 | 5  |  |  |  |  |
| Totale                        | Totale                  |                                 | 2 216 | 100   | 16 |  |  |  |  |
|                               |                         |                                 |       |       |    |  |  |  |  |
| Fonte: Ministero dell'interno |                         |                                 |       |       |    |  |  |  |  |

#### Cursi
|                               | Luigi De Luca ✔️ Sindaco | Lista civica di centro-sinistra | 1 667 | 58,59 | 11 |  |  |  |  |
|                               | Edoardo Santoro          | Lista civica di centro-destra   | 1 178 | 41,41 | 5  |  |  |  |  |
| Totale                        | Totale                   |                                 | 2 845 | 100   | 16 |  |  |  |  |
|                               |                          |                                 |       |       |    |  |  |  |  |
| Fonte: Ministero dell'interno |                          |                                 |       |       |    |  |  |  |  |

#### Gagliano del Capo
|                               | Salvatore Monteduro ✔️ Sindaco | Lista civica di centro-sinistra | 1 458 | 42,78 | 11 |  |  |  |  |
|                               | Carlo Nesca                    | Lista civica di centro-destra   | 1 355 | 39,76 | 4  |  |  |  |  |
|                               | Giovanni Sergi                 | Lista civica di centro-sinistra | 595   | 17,46 | 1  |  |  |  |  |
| Totale                        | Totale                         |                                 | 3 408 | 100   | 16 |  |  |  |  |
|                               |                                |                                 |       |       |    |  |  |  |  |
| Fonte: Ministero dell'interno |                                |                                 |       |       |    |  |  |  |  |

#### Giuggianello
|                               | Antonio Benegiamo ✔️ Sindaco | Centro   | 487 | 51,64 | 8  |  |  |  |  |
|                               | Ugo Gigante                  | Sinistra | 456 | 48,36 | 4  |  |  |  |  |
| Totale                        | Totale                       |          | 943 | 100   | 12 |  |  |  |  |
|                               |                              |          |     |       |    |  |  |  |  |
| Fonte: Ministero dell'interno |                              |          |     |       |    |  |  |  |  |

#### Giurdignano
|                               | Oronzo Micolani ✔️ Sindaco | Lista civica di centro-destra | 842   | 65,73 | 8  |  |  |  |  |
|                               | Pasquale Rizzo             | Popolari                      | 439   | 34,27 | 4  |  |  |  |  |
| Totale                        | Totale                     |                               | 1 281 | 100   | 12 |  |  |  |  |
|                               |                            |                               |       |       |    |  |  |  |  |
| Fonte: Ministero dell'interno |                            |                               |       |       |    |  |  |  |  |

#### Guagnano
|                               | Franco Palazzo ✔️ Sindaco | Lista civica di centro-sinistra | 2 357 | 53,19 | 11 |  |  |  |  |
|                               | Fernando Leone            | Partito Popolare Italiano       | 1 142 | 25,77 | 3  |  |  |  |  |
|                               | Maria Antonietta Rucco    | Alleanza Nazionale - civica     | 932   | 21,03 | 2  |  |  |  |  |
| Totale                        | Totale                    |                                 | 4 431 | 100   | 16 |  |  |  |  |
|                               |                           |                                 |       |       |    |  |  |  |  |
| Fonte: Ministero dell'interno |                           |                                 |       |       |    |  |  |  |  |

#### Lecce
| Candidati                         | Candidati                    | II turno               | II turno               | I turno | I turno | Liste                                            | Voti   | %     | Seggi |
| Candidati                         | Candidati                    | Voti                   | %                      | Voti    | %       | Liste                                            | Voti   | %     | Seggi |
| --------------------------------- | ---------------------------- | ---------------------- | ---------------------- | ------- | ------- | ------------------------------------------------ | ------ | ----- | ----- |
|                                   | Stefano Salvemini ✔️ Sindaco | 27 388                 | 53,39                  | 22 379  | 38,07   | Lecce Democratica                                | 8 118  | 15,12 | 11    |
| Patto dei Democratici             | Stefano Salvemini ✔️ Sindaco | 27 388                 | 53,39                  | 22 379  | 38,07   | 4 843                                            | 9,02   | 6     |       |
| Popolari                          | Stefano Salvemini ✔️ Sindaco | 27 388                 | 53,39                  | 22 379  | 38,07   | 2 898                                            | 5,40   | 4     |       |
| Rifondazione Comunista            | Stefano Salvemini ✔️ Sindaco | 27 388                 | 53,39                  | 22 379  | 38,07   | 2 039                                            | 3,80   | 2     |       |
| Federazione dei Verdi             | Stefano Salvemini ✔️ Sindaco | 27 388                 | 53,39                  | 22 379  | 38,07   | 818                                              | 1,52   | 1     |       |
|                                   | Francesco Faggiano           | 23 906                 | 46,61                  | 18 510  | 31,49   | Alleanza Nazionale                               | 11 282 | 21,02 | 7     |
| Centro Cristiano Democratico      | Francesco Faggiano           | 23 906                 | 46,61                  | 18 510  | 31,49   | 4 814                                            | 8,97   | 2     |       |
| Proposta Repubblicana             | Francesco Faggiano           | 23 906                 | 46,61                  | 18 510  | 31,49   | 1 398                                            | 2,60   | –     |       |
| Socialdemocrazia Liberale Europea | Francesco Faggiano           | 23 906                 | 46,61                  | 18 510  | 31,49   | 744                                              | 1,39   | –     |       |
| Seggio di coalizione              | Seggio di coalizione         | Seggio di coalizione   | 46,61                  | 18 510  | 31,49   | 1                                                |        |       |       |
|                                   | Giorgio Quarta Colosso       | Giorgio Quarta Colosso | Giorgio Quarta Colosso | 11 058  | 18,81   | Forza Italia (A)                                 | 7 087  | 13,20 | 3     |
| Partito Popolare Italiano (A)     | Giorgio Quarta Colosso       | Giorgio Quarta Colosso | Giorgio Quarta Colosso | 11 058  | 18,81   | 2 880                                            | 5,37   | 1     |       |
| Seggio di coalizione              | Seggio di coalizione         | Seggio di coalizione   | Giorgio Quarta Colosso | 11 058  | 18,81   | 1                                                |        |       |       |
|                                   | Salvatore Bianco             | Salvatore Bianco       | Salvatore Bianco       | 2 422   | 4,12    | Insieme con le Marine                            | 1 163  | 2,17  | –     |
| Primo Piano                       | Salvatore Bianco             | Salvatore Bianco       | Salvatore Bianco       | 2 422   | 4,12    | 1 051                                            | 1,96   | –     |       |
| Seggio di coalizione              | Seggio di coalizione         | Seggio di coalizione   | Salvatore Bianco       | 2 422   | 4,12    | 1                                                |        |       |       |
|                                   | Giuseppe Carratta            | Giuseppe Carratta      | Giuseppe Carratta      | 1 674   | 2,85    | Pensare Lecce                                    | 1 713  | 3,19  | –     |
|                                   | Antonio Marciante            | Antonio Marciante      | Antonio Marciante      | 1 256   | 2,14    | Cattolici Liberali e Laici                       | 1 276  | 2,38  | –     |
|                                   | Claudio Danisi               | Claudio Danisi         | Claudio Danisi         | 757     | 1,29    | Movimento Sociale Fiamma Tricolore               | 805    | 1,50  | –     |
|                                   | Ruggero Vantaggiato          | Ruggero Vantaggiato    | Ruggero Vantaggiato    | 724     | 1,23    | Lega per la Difesa del Cittadino e dell'Ambiente | 747    | 1,39  | –     |
| Totale                            | Totale                       | 51 294                 | 100                    | 58 780  | 100     |                                                  | 53 676 | 100   | 40    |
|                                   |                              |                        |                        |         |         |                                                  |        |       |       |
| Fonte: Ministero dell'interno     |                              |                        |                        |         |         |                                                  |        |       |       |

#### Lizzanello
|                               | Renato Stabile ✔️ Sindaco | Lista civica di centro-destra   | 3 504 | 57,03 | 11 |  |  |  |  |
|                               | Vincenza Marchello        | Lista civica di centro-sinistra | 2 640 | 42,97 | 5  |  |  |  |  |
| Totale                        | Totale                    |                                 | 6 144 | 100   | 16 |  |  |  |  |
|                               |                           |                                 |       |       |    |  |  |  |  |
| Fonte: Ministero dell'interno |                           |                                 |       |       |    |  |  |  |  |

#### Martignano
|                               | Salvatore Sergio ✔️ Sindaco | Lista civica di centro-sinistra | 67    | 5,06  | 8  |  |  |  |  |
|                               | Pantaleo Cretì              | Centro                          | 644   | 48,68 | 4  |  |  |  |  |
| Totale                        | Totale                      |                                 | 1 323 | 100   | 12 |  |  |  |  |
|                               |                             |                                 |       |       |    |  |  |  |  |
| Fonte: Ministero dell'interno |                             |                                 |       |       |    |  |  |  |  |

#### Melendugno
|                               | Niceta Corvino ✔️ Sindaco | Lista civica di centro-sinistra | 2 417 | 40,62 | 11 |  |  |  |  |
|                               | Luigi Elia                | Centro                          | 2 072 | 34,82 | 3  |  |  |  |  |
|                               | Antonio Durante           | Lista civica di centro-destra   | 1 462 | 24,57 | 2  |  |  |  |  |
| Totale                        | Totale                    |                                 | 5 951 | 100   | 16 |  |  |  |  |
|                               |                           |                                 |       |       |    |  |  |  |  |
| Fonte: Ministero dell'interno |                           |                                 |       |       |    |  |  |  |  |

#### Miggiano
|                               | Giuseppe Valente ✔️ Sindaco | Lista civica di centro-sinistra | 1 345 | 54,21 | 11 |  |  |  |  |
|                               | Rocco Cosi                  | Lista civica di centro-destra   | 1 136 | 45,79 | 5  |  |  |  |  |
| Totale                        | Totale                      |                                 | 2 481 | 100   | 16 |  |  |  |  |
|                               |                             |                                 |       |       |    |  |  |  |  |
| Fonte: Ministero dell'interno |                             |                                 |       |       |    |  |  |  |  |

#### Minervino di Lecce
|                               | Antonio Maria Monteduro ✔️ Sindaco | Lista civica di centro-destra   | 1 545 | 56,57 | 11 |  |  |  |  |
|                               | Domenico Carrapa                   | Lista civica di centro-sinistra | 1 186 | 43,43 | 5  |  |  |  |  |
| Totale                        | Totale                             |                                 | 2 731 | 100   | 16 |  |  |  |  |
|                               |                                    |                                 |       |       |    |  |  |  |  |
| Fonte: Ministero dell'interno |                                    |                                 |       |       |    |  |  |  |  |

#### Morciano di Leuca
|                               | Giovanni Pisanò ✔️ Sindaco | Lista civica di centro-sinistra | 1 332 | 52,09 | 11 |  |  |  |  |
|                               | Antonio Giovanni Fasto     | Lista civica di centro-destra   | 1 225 | 47,91 | 5  |  |  |  |  |
| Totale                        | Totale                     |                                 | 2 557 | 100   | 16 |  |  |  |  |
|                               |                            |                                 |       |       |    |  |  |  |  |
| Fonte: Ministero dell'interno |                            |                                 |       |       |    |  |  |  |  |

#### Muro Leccese
|                               | Salvatore Negro ✔️ Sindaco | Lista civica di centro-sinistra | 1 964 | 54,94 | 11 |  |  |  |  |
|                               | Nicola Giovanni Toma       | Lista civica di centro-destra   | 1 611 | 45,06 | 5  |  |  |  |  |
| Totale                        | Totale                     |                                 | 3 575 | 100   | 16 |  |  |  |  |
|                               |                            |                                 |       |       |    |  |  |  |  |
| Fonte: Ministero dell'interno |                            |                                 |       |       |    |  |  |  |  |

#### Ortelle
|                               | Salvatore Nicolì ✔️ Sindaco | Sinistra                                          | 792   | 44,25 | 8  |  |  |  |  |
|                               | Giorgio Carluccio           | Alleanza Nazionale - Centro Cristiano Democratico | 549   | 30,67 | 2  |  |  |  |  |
|                               | Luigi Rizzo                 | Centro                                            | 449   | 25,08 | 2  |  |  |  |  |
| Totale                        | Totale                      |                                                   | 1 790 | 100   | 12 |  |  |  |  |
|                               |                             |                                                   |       |       |    |  |  |  |  |
| Fonte: Ministero dell'interno |                             |                                                   |       |       |    |  |  |  |  |

#### Palmariggi
|                               | Sergio Piccinno ✔️ Sindaco | Centro                        | 779   | 64,12 | 8  |  |  |  |  |
|                               | Luigi Cazzetta             | Lista civica di centro-destra | 436   | 35,88 | 4  |  |  |  |  |
| Totale                        | Totale                     |                               | 1 215 | 100   | 12 |  |  |  |  |
|                               |                            |                               |       |       |    |  |  |  |  |
| Fonte: Ministero dell'interno |                            |                               |       |       |    |  |  |  |  |

#### Poggiardo
|                               | Aurelio Gianfreda ✔️ Sindaco | Centro                          | 2 251 | 52,84 | 11 |  |  |  |  |
|                               | Silvio Maria Astore          | Lista civica di centro-sinistra | 1 730 | 40,61 | 5  |  |  |  |  |
|                               | Oronzo Pedio                 | Sinistra                        | 279   | 6,55  | –  |  |  |  |  |
| Totale                        | Totale                       |                                 | 4 260 | 100   | 16 |  |  |  |  |
|                               |                              |                                 |       |       |    |  |  |  |  |
| Fonte: Ministero dell'interno |                              |                                 |       |       |    |  |  |  |  |

#### Presicce
|                               | Giacomo Monsellato ✔️ Sindaco | Lista civica di centro-sinistra             | 2 004 | 51,01 | 11 |  |  |  |  |
|                               | Andrea Mele                   | Forza Italia - Alleanza Nazionale - civiche | 1 531 | 38,97 | 4  |  |  |  |  |
|                               | Marcello Surano               | Rifondazione Comunista                      | 394   | 10,03 | 1  |  |  |  |  |
| Totale                        | Totale                        |                                             | 3 929 | 100   | 16 |  |  |  |  |
|                               |                               |                                             |       |       |    |  |  |  |  |
| Fonte: Ministero dell'interno |                               |                                             |       |       |    |  |  |  |  |

#### Racale
|                               | Francesco Saverio Quarta Colosso ✔️ Sindaco | Lista civica di centro-sinistra | 3 502 | 59,47 | 11 |  |  |  |  |
|                               | Renato Tommaso Manni                        | Alleanza Nazionale              | 2 387 | 40,53 | 5  |  |  |  |  |
| Totale                        | Totale                                      |                                 | 5 889 | 100   | 16 |  |  |  |  |
|                               |                                             |                                 |       |       |    |  |  |  |  |
| Fonte: Ministero dell'interno |                                             |                                 |       |       |    |  |  |  |  |

#### Salve
|                               | Claudio Martella ✔️ Sindaco | Lista civica di centro-sinistra | 1 687 | 52,57 | 11 |  |  |  |  |
|                               | Vincenzo Passaseo           | Lista civica di centro-destra   | 1 522 | 47,43 | 5  |  |  |  |  |
| Totale                        | Totale                      |                                 | 3 209 | 100   | 16 |  |  |  |  |
|                               |                             |                                 |       |       |    |  |  |  |  |
| Fonte: Ministero dell'interno |                             |                                 |       |       |    |  |  |  |  |

#### Sanarica
|                               | Filippo Miggiano ✔️ Sindaco | Centro                          | 648   | 61,42 | 8  |  |  |  |  |
|                               | Guido Polimeno              | Lista civica di centro-sinistra | 407   | 38,58 | 4  |  |  |  |  |
| Totale                        | Totale                      |                                 | 1 055 | 100   | 12 |  |  |  |  |
|                               |                             |                                 |       |       |    |  |  |  |  |
| Fonte: Ministero dell'interno |                             |                                 |       |       |    |  |  |  |  |

1. ↑  Lista sostenuta dal Partito Popolare Italiano.

#### San Donato di Lecce
|                               | Donato Salvatore Tanieli ✔️ Sindaco | Centro                          | 2 079 | 53,86 | 11 |  |  |  |  |
|                               | Anna Grande                         | Lista civica di centro-sinistra | 1 781 | 46,14 | 5  |  |  |  |  |
| Totale                        | Totale                              |                                 | 3 860 | 100   | 16 |  |  |  |  |
|                               |                                     |                                 |       |       |    |  |  |  |  |
| Fonte: Ministero dell'interno |                                     |                                 |       |       |    |  |  |  |  |

#### San Pietro in Lama
|                               | Antonio Liquori ✔️ Sindaco | Lista civica di centro-destra   | 1 069 | 39,87 | 11 |  |  |  |  |
|                               | Giacomo Lisi               | Sinistra                        | 898   | 33,49 | 3  |  |  |  |  |
|                               | Gianni Salvatore Rizzo     | Lista civica di centro-sinistra | 714   | 26,63 | 2  |  |  |  |  |
| Totale                        | Totale                     |                                 | 2 681 | 100   | 16 |  |  |  |  |
|                               |                            |                                 |       |       |    |  |  |  |  |
| Fonte: Ministero dell'interno |                            |                                 |       |       |    |  |  |  |  |

#### Santa Cesarea Terme
|                               | Florindo Pizzoleo ✔️ Sindaco | Partito Popolare Italiano - civica | 1 273 | 59,10 | 11 |  |  |  |  |
|                               | Ubaldo Cursano               | Lista civica di centro-sinistra    | 881   | 40,90 | 5  |  |  |  |  |
| Totale                        | Totale                       |                                    | 2 154 | 100   | 16 |  |  |  |  |
|                               |                              |                                    |       |       |    |  |  |  |  |
| Fonte: Ministero dell'interno |                              |                                    |       |       |    |  |  |  |  |

#### Seclì
|                               | Enrico Colazzo ✔️ Sindaco        | Lista civica di centro-sinistra | 709   | 55,61 | 8  |  |  |  |  |
|                               | Concettina Ermenegilda Bongiorno | Alleanza Nazionale - civica     | 566   | 44,39 | 4  |  |  |  |  |
| Totale                        | Totale                           |                                 | 1 275 | 100   | 12 |  |  |  |  |
|                               |                                  |                                 |       |       |    |  |  |  |  |
| Fonte: Ministero dell'interno |                                  |                                 |       |       |    |  |  |  |  |

#### Soleto
|                               | Virgilio Baldassarre ✔️ Sindaco | Lista civica di centro-sinistra | 2 266 | 60,12 | 11 |  |  |  |  |
|                               | Giovanni Franco Scarpa          | Centro                          | 1 503 | 39,88 | 5  |  |  |  |  |
| Totale                        | Totale                          |                                 | 3 769 | 100   | 16 |  |  |  |  |
|                               |                                 |                                 |       |       |    |  |  |  |  |
| Fonte: Ministero dell'interno |                                 |                                 |       |       |    |  |  |  |  |

#### Specchia
|                               | Aurelio Pizza ✔️ Sindaco | Lista civica di centro-sinistra | 2 033 | 81,06 | 11 |  |  |  |  |
|                               | Antonio Lia              | Centro                          | 1 475 | 58,81 | 5  |  |  |  |  |
| Totale                        | Totale                   |                                 | 2 508 | 100   | 16 |  |  |  |  |
|                               |                          |                                 |       |       |    |  |  |  |  |
| Fonte: Ministero dell'interno |                          |                                 |       |       |    |  |  |  |  |

1. ↑  Lista sostenuta dai Popolari

#### Sternatia
|                               | Massimo Antonio Manera ✔️ Sindaco | Lista civica di centro-sinistra | 943   | 47,17 | 8  |  |  |  |  |
|                               | Leonardo Mastrolia                | Lista civica di centro-destra   | 577   | 28,86 | 2  |  |  |  |  |
|                               | Antonio Donato Lezzi              | Centro                          | 479   | 23,96 | 2  |  |  |  |  |
| Totale                        | Totale                            |                                 | 1 999 | 100   | 12 |  |  |  |  |
|                               |                                   |                                 |       |       |    |  |  |  |  |
| Fonte: Ministero dell'interno |                                   |                                 |       |       |    |  |  |  |  |

1. ↑  Lista sostenuta dal Partito Democratico della Sinistra.

#### Supersano
|                               | Roberto De Vitis ✔️ Sindaco | Lista civica di centro-destra   | 1 578 | 52,17 | 11 |  |  |  |  |
|                               | Rocco Corrado               | Lista civica di centro-sinistra | 1 447 | 47,83 | 5  |  |  |  |  |
| Totale                        | Totale                      |                                 | 3 025 | 100   | 16 |  |  |  |  |
|                               |                             |                                 |       |       |    |  |  |  |  |
| Fonte: Ministero dell'interno |                             |                                 |       |       |    |  |  |  |  |

#### Surano
|                               | Luigi Pepe ✔️ Sindaco           | Lista civica di centro-destra   | 690   | 54,42 | 8  |  |  |  |  |
|                               | Romeo Angiolino Giulio Ruschini | Lista civica di centro-sinistra | 578   | 45,58 | 4  |  |  |  |  |
| Totale                        | Totale                          |                                 | 1 268 | 100   | 12 |  |  |  |  |
|                               |                                 |                                 |       |       |    |  |  |  |  |
| Fonte: Ministero dell'interno |                                 |                                 |       |       |    |  |  |  |  |

1. ↑  Lista sostenuta dal Centro Cristiano Democratico.

#### Tiggiano
|                               | Ernesto Bellante ✔️ Sindaco | Lista civica di centro-destra   | 945   | 52,35 | 8  |  |  |  |  |
|                               | Donato Martella             | Lista civica di centro-sinistra | 860   | 47,65 | 4  |  |  |  |  |
| Totale                        | Totale                      |                                 | 1 805 | 100   | 12 |  |  |  |  |
|                               |                             |                                 |       |       |    |  |  |  |  |
| Fonte: Ministero dell'interno |                             |                                 |       |       |    |  |  |  |  |

#### Tuglie
|                               | Antonio Maria Gabellone ✔️ Sindaco | Lista civica di centro-destra   | 1 990 | 53,01 | 11 |  |  |  |  |
|                               | Sergio Garzia                      | Lista civica di centro-sinistra | 1 764 | 46,99 | 5  |  |  |  |  |
| Totale                        | Totale                             |                                 | 3 754 | 100   | 16 |  |  |  |  |
|                               |                                    |                                 |       |       |    |  |  |  |  |
| Fonte: Ministero dell'interno |                                    |                                 |       |       |    |  |  |  |  |

1. ↑  Lista sostenuta da Forza Italia.

#### Uggiano la Chiesa
|                               | Liberato Rugge ✔️ Sindaco | Centro | 1 634 | 50,46 | 11 |  |  |  |  |
|                               | Maria Cristina Rizzo      | Centro | 1 604 | 49,54 | 5  |  |  |  |  |
| Totale                        | Totale                    |        | 3 238 | 100   | 16 |  |  |  |  |
|                               |                           |        |       |       |    |  |  |  |  |
| Fonte: Ministero dell'interno |                           |        |       |       |    |  |  |  |  |

#### Zollino
|                               | Wilson Giuseppe Castellano ✔️ Sindaco | Lista civica di centro-sinistra | 988   | 61,33 | 8  |  |  |  |  |
|                               | Tiziana Castellano                    | Lista civica di centro-destra   | 380   | 23,59 | 3  |  |  |  |  |
|                               | Aurelio Chiga                         | Sinistra                        | 243   | 15,08 | 1  |  |  |  |  |
| Totale                        | Totale                                |                                 | 1 611 | 100   | 12 |  |  |  |  |
|                               |                                       |                                 |       |       |    |  |  |  |  |
| Fonte: Ministero dell'interno |                                       |                                 |       |       |    |  |  |  |  |

### Provincia di Taranto

#### Faggiano
|                               | Cosimo Santese ✔️ Sindaco | Centro                          | 1 290 | 54,04 | 11 |  |  |  |  |
|                               | Vincenzo Antonio Piccinno | Lista civica di centro-sinistra | 1 077 | 45,12 | 5  |  |  |  |  |
|                               | Gaetano Vernile           | Lega Italia Federale            | 20    | 0,84  | –  |  |  |  |  |
| Totale                        | Totale                    |                                 | 2 387 | 100   | 16 |  |  |  |  |
|                               |                           |                                 |       |       |    |  |  |  |  |
| Fonte: Ministero dell'interno |                           |                                 |       |       |    |  |  |  |  |

1. ↑  Lista sostenuta dal Partito Democratico della Sinistra.

#### Montemesola
|                               | Cosimo Giuseppe Sgobio ✔️ Sindaco | Sinistra                      | 1 369 | 46,00 | 11 |  |  |  |  |
|                               | Francesco Notaristefano           | Centro                        | 998   | 33,53 | 3  |  |  |  |  |
|                               | Cataldo Ricci                     | Lista civica di centro-destra | 609   | 20,46 | 2  |  |  |  |  |
| Totale                        | Totale                            |                               | 2 976 | 100   | 16 |  |  |  |  |
|                               |                                   |                               |       |       |    |  |  |  |  |
| Fonte: Ministero dell'interno |                                   |                               |       |       |    |  |  |  |  |

1. ↑  Lista sostenuta dal Partito della Rifondazione Comunista.

#### Palagianello
|                               | Paolo Rubino ✔️ Sindaco | Lista civica di centro-sinistra | 2 898 | 61,00 | 11 |  |  |  |  |
|                               | Francescopaolo Gentile  | Centro                          | 1 853 | 39,00 | 5  |  |  |  |  |
| Totale                        | Totale                  |                                 | 4 751 | 100   | 16 |  |  |  |  |
|                               |                         |                                 |       |       |    |  |  |  |  |
| Fonte: Ministero dell'interno |                         |                                 |       |       |    |  |  |  |  |

1. ↑  Lista sostenuta da Partito Democratico della Sinistra e Popolari
2. ↑  Lista sostenuta da Forza Italia e Centro Cristiano Democratico.

L'archivio del Ministero dell'Interno riporta erroneamente come eletto il candidato sindaco Francescopaolo Gentile: risultò infatti eletto il candidato Paolo Rubino, cfr. Anagrafe degli amministratori locali.

## Elezioni del novembre 1995

### Provincia di Bari

#### Gravina in Puglia
|                               | Remo Barbi ✔️ Sindaco | 12 770               | 57,80 | Partito Democratico della Sinistra | 5 063  | 23,96 | 8  |  |  |
| Popolari                      | Remo Barbi ✔️ Sindaco | 12 770               | 57,80 | 2 137                              | 10,12  | 3     |    |  |  |
| Patto dei Democratici         | Remo Barbi ✔️ Sindaco | 12 770               | 57,80 | 1 861                              | 8,81   | 3     |    |  |  |
| Rifondazione Comunista        | Remo Barbi ✔️ Sindaco | 12 770               | 57,80 | 1 718                              | 8,13   | 2     |    |  |  |
| Lista civica Assemblea        | Remo Barbi ✔️ Sindaco | 12 770               | 57,80 | 966                                | 4,57   | 1     |    |  |  |
| L'Arca                        | Remo Barbi ✔️ Sindaco | 12 770               | 57,80 | 881                                | 4,17   | 1     |    |  |  |
|                               | Lorenzo Tremamunno    | 7 942                | 35,95 | Alleanza Nazionale                 | 3 178  | 15,04 | 4  |  |  |
| Forza Italia                  | Lorenzo Tremamunno    | 7 942                | 35,95 | 2 404                              | 11,38  | 3     |    |  |  |
| Cristiani Democratici Uniti   | Lorenzo Tremamunno    | 7 942                | 35,95 | 1 415                              | 6,70   | 2     |    |  |  |
| Seggio di coalizione          | Seggio di coalizione  | Seggio di coalizione | 35,95 | 1                                  |        |       |    |  |  |
|                               | Nunzio Leone          | 1 381                | 6,25  | Centro Cristiano Democratico       | 1 504  | 7,12  | 1  |  |  |
| Seggio di coalizione          | Seggio di coalizione  | Seggio di coalizione | 6,25  | 1                                  |        |       |    |  |  |
| Totale                        | Totale                | 22 093               | 100   |                                    | 21 127 | 100   | 30 |  |  |
|                               |                       |                      |       |                                    |        |       |    |  |  |
| Fonte: Ministero dell'interno |                       |                      |       |                                    |        |       |    |  |  |

### Provincia di Foggia

#### Manfredonia
|                                           | Gaetano Prencipe ✔️ Sindaco      | 16 027               | 51,69 | Partito Democratico della Sinistra | 5 583  | 20,43 | 8  |  |  |
| Partito Popolare Italiano                 | Gaetano Prencipe ✔️ Sindaco      | 16 027               | 51,69 | 2 740                              | 10,03  | 3     |    |  |  |
| Rifondazione Comunista                    | Gaetano Prencipe ✔️ Sindaco      | 16 027               | 51,69 | 1 849                              | 6,77   | 2     |    |  |  |
| Patto dei Democratici                     | Gaetano Prencipe ✔️ Sindaco      | 16 027               | 51,69 | 1 840                              | 6,73   | 2     |    |  |  |
| Federazione dei Verdi                     | Gaetano Prencipe ✔️ Sindaco      | 16 027               | 51,69 | 693                                | 2,54   | –     |    |  |  |
| La Rete                                   | Gaetano Prencipe ✔️ Sindaco      | 16 027               | 51,69 | 680                                | 2,49   | –     |    |  |  |
|                                           | Giuseppe Dicembrino              | 7 127                | 22,99 | Cristiani Democratici Uniti        | 3 253  | 11,90 | 3  |  |  |
| Partito Repubblicano Italiano             | Giuseppe Dicembrino              | 7 127                | 22,99 | 1 639                              | 6,00   | 2     |    |  |  |
| Lista Civica Società Sviluppo Solidarietà | Giuseppe Dicembrino              | 7 127                | 22,99 | 1 317                              | 4,82   | 1     |    |  |  |
| Seggio di coalizione                      | Seggio di coalizione             | Seggio di coalizione | 22,99 | 1                                  |        |       |    |  |  |
|                                           | Michele Renzullo                 | 5 849                | 18,87 | Forza Italia                       | 3 128  | 11,45 | 3  |  |  |
| Alleanza Nazionale                        | Michele Renzullo                 | 5 849                | 18,87 | 2 516                              | 9,21   | 2     |    |  |  |
| Seggio di coalizione                      | Seggio di coalizione             | Seggio di coalizione | 18,87 | 1                                  |        |       |    |  |  |
|                                           | Onorio Carmelo Gaetano Di Sabato | 1 597                | 5,15  | Cattolici Liberali                 | 1 745  | 6,39  | 1  |  |  |
| Seggio di coalizione                      | Seggio di coalizione             | Seggio di coalizione | 5,15  | 1                                  |        |       |    |  |  |
|                                           | Italo Caratù                     | 330                  | 1,06  | Ambiente Club                      | 287    | 1,05  | –  |  |  |
|                                           | Domenico Salvatore Simone        | 75                   | 0,24  | Lega Italia Federale               | 58     | 0,21  | –  |  |  |
| Totale                                    | Totale                           | 31 004               | 100   |                                    | 27 328 | 100   | 30 |  |  |
|                                           |                                  |                      |       |                                    |        |       |    |  |  |
| Fonte: Ministero dell'interno             |                                  |                      |       |                                    |        |       |    |  |  |

#### Monteleone di Puglia
|                               | Stefano Cornacchia ✔️ Sindaco | Lista civica di centro-sinistra | 585   | 58,27 | 8  |  |  |  |  |
|                               | Euplio Nova                   | Centro                          | 419   | 41,73 | 4  |  |  |  |  |
| Totale                        | Totale                        |                                 | 1 004 | 100   | 12 |  |  |  |  |
|                               |                               |                                 |       |       |    |  |  |  |  |
| Fonte: Ministero dell'interno |                               |                                 |       |       |    |  |  |  |  |

#### Ordona
|                               | Michele Pastore ✔️ Sindaco | Lista civica di centro-destra   | 530   | 33,74 | 8  |  |  |  |  |
|                               | Celestino Vitale           | Lista civica di centro-sinistra | 393   | 25,02 | 2  |  |  |  |  |
|                               | Raffaela Miele             | Lista civica di centro-sinistra | 389   | 24,76 | 1  |  |  |  |  |
|                               | Antonio Troccoli           | Alleanza Nazionale              | 259   | 16,49 | 1  |  |  |  |  |
| Totale                        | Totale                     |                                 | 1 571 | 100   | 12 |  |  |  |  |
|                               |                            |                                 |       |       |    |  |  |  |  |
| Fonte: Ministero dell'interno |                            |                                 |       |       |    |  |  |  |  |

#### Roseto Valfortore
|                               | Antonio Lorenzo D'Avanzo ✔️ Sindaco | Centro | 485 | 52,38 | 8  |  |  |  |  |
|                               | Lucilla Parisi                      | Centro | 441 | 47,62 | 4  |  |  |  |  |
| Totale                        | Totale                              |        | 926 | 100   | 12 |  |  |  |  |
|                               |                                     |        |     |       |    |  |  |  |  |
| Fonte: Ministero dell'interno |                                     |        |     |       |    |  |  |  |  |

### Provincia di Lecce

#### Maglie
| Candidati                     | Candidati                     | II turno              | II turno              | I turno | I turno | Liste                              | Voti   | %     | Seggi |
| Candidati                     | Candidati                     | Voti                  | %                     | Voti    | %       | Liste                              | Voti   | %     | Seggi |
| ----------------------------- | ----------------------------- | --------------------- | --------------------- | ------- | ------- | ---------------------------------- | ------ | ----- | ----- |
|                               | Francesco Chirilli ✔️ Sindaco | 5 273                 | 53,90                 | 4 564   | 44,10   | Cristiani Democratici Uniti        | 4 297  | 42,81 | 12    |
|                               | Dario Doria                   | 4 510                 | 46,10                 | 2 717   | 26,25   | Partito Democratico della Sinistra | 1 433  | 14,28 | 2     |
| Partito Popolare Italiano     | Dario Doria                   | 4 510                 | 46,10                 | 2 717   | 26,25   | 1 197                              | 11,92  | 1     |       |
| Seggio di coalizione          | Seggio di coalizione          | Seggio di coalizione  | 46,10                 | 2 717   | 26,25   | 1                                  |        |       |       |
|                               | Antonio Leucci                | Antonio Leucci        | Antonio Leucci        | 1 946   | 18,80   | Forza Italia                       | 1 871  | 18,64 | 2     |
| Seggio di coalizione          | Seggio di coalizione          | Seggio di coalizione  | Antonio Leucci        | 1 946   | 18,80   | 1                                  |        |       |       |
|                               | Marcantonio Scarpello         | Marcantonio Scarpello | Marcantonio Scarpello | 651     | 6,29    | Centro Cristiano Democratico       | 783    | 7,80  | –     |
| Seggio di coalizione          | Seggio di coalizione          | Seggio di coalizione  | Marcantonio Scarpello | 651     | 6,29    | 1                                  |        |       |       |
|                               | Maurizio Scarpello            | Maurizio Scarpello    | Maurizio Scarpello    | 472     | 4,56    | Rifondazione Comunista             | 457    | 4,55  | –     |
| Totale                        | Totale                        | 9 783                 | 100                   | 10 350  | 100     |                                    | 10 038 | 100   | 20    |
|                               |                               |                       |                       |         |         |                                    |        |       |       |
| Fonte: Ministero dell'interno |                               |                       |                       |         |         |                                    |        |       |       |

#### Melpignano
|                               | Giuseppe Salvatore De Donno ✔️ Sindaco | Partito Democratico della Sinistra | 909   | 53,63 | 8  |  |  |  |  |
|                               | Donato Luigi Plenteda                  | Lista civica di centro-destra      | 786   | 46,37 | 4  |  |  |  |  |
| Totale                        | Totale                                 |                                    | 1 695 | 100   | 12 |  |  |  |  |
|                               |                                        |                                    |       |       |    |  |  |  |  |
| Fonte: Ministero dell'interno |                                        |                                    |       |       |    |  |  |  |  |

#### Neviano
|                               | Aldo Mastria ✔️ Sindaco | Lista civica di centro-sinistra | 1 495 | 40,74 | 11 |  |  |  |  |
|                               | Silvana Cafaro          | Lista civica di centro-destra   | 1 048 | 28,56 | 3  |  |  |  |  |
|                               | Maria Colaci            | Forza Italia                    | 682   | 18,58 | 2  |  |  |  |  |
|                               | Carla De Giorgi         | Lista civica di centro-destra   | 243   | 6,62  | –  |  |  |  |  |
|                               | Salvatore Iasi          | Rifondazione Comunista          | 202   | 5,50  | –  |  |  |  |  |
| Totale                        | Totale                  |                                 | 3 670 | 100   | 16 |  |  |  |  |
|                               |                         |                                 |       |       |    |  |  |  |  |
| Fonte: Ministero dell'interno |                         |                                 |       |       |    |  |  |  |  |

1. ↑  Lista sostenuta dal Partito Democratico della Sinistra.

### Provincia di Taranto

#### Castellaneta
|                               | Rocco Vito Loreto ✔️ Sindaco | 7 059                | 60,38 | Partito Democratico della Sinistra | 4 175  | 36,82 | 9  |  |  |
| Partito Repubblicano Italiano | Rocco Vito Loreto ✔️ Sindaco | 7 059                | 60,38 | 901                                | 7,95   | 2     |    |  |  |
| Lista Civica verso l'Ulivo    | Rocco Vito Loreto ✔️ Sindaco | 7 059                | 60,38 | 463                                | 4,08   | 1     |    |  |  |
| Partito Popolare Italiano     | Rocco Vito Loreto ✔️ Sindaco | 7 059                | 60,38 | 423                                | 3,73   | –     |    |  |  |
| Rifondazione Comunista        | Rocco Vito Loreto ✔️ Sindaco | 7 059                | 60,38 | 380                                | 3,35   | –     |    |  |  |
| Patto dei Democratici         | Rocco Vito Loreto ✔️ Sindaco | 7 059                | 60,38 | 230                                | 2,03   | –     |    |  |  |
|                               | Carmine Santo Patarino       | 4 402                | 37,65 | Cristiani Democratici Uniti        | 2 081  | 18,35 | 3  |  |  |
| Alleanza Nazionale            | Carmine Santo Patarino       | 4 402                | 37,65 | 1 583                              | 13,96  | 3     |    |  |  |
| Forza Italia                  | Carmine Santo Patarino       | 4 402                | 37,65 | 871                                | 7,68   | 1     |    |  |  |
| Seggio di coalizione          | Seggio di coalizione         | Seggio di coalizione | 37,65 | 1                                  |        |       |    |  |  |
|                               | Orazio Cristini              | 230                  | 1,97  | Federalisti                        | 231    | 2,04  | –  |  |  |
| Totale                        | Totale                       | 11 691               | 100   |                                    | 11 338 | 100   | 20 |  |  |
|                               |                              |                      |       |                                    |        |       |    |  |  |
| Fonte: Ministero dell'interno |                              |                      |       |                                    |        |       |    |  |  |

1. ↑  Lista sostenuta da Federalisti e Liberaldemocratici, Partito Federalista e Lega Italiana Federalista.

#### Montemesola
|                               | Maurizio Romanazzo ✔️ Sindaco | Sinistra                           | 1 611 | 61,16 | 11 |  |  |  |  |
|                               | Alessandro Locorotondo        | Partito Democratico della Sinistra | 1 023 | 38,84 | 5  |  |  |  |  |
| Totale                        | Totale                        |                                    | 2 634 | 100   | 16 |  |  |  |  |
|                               |                               |                                    |       |       |    |  |  |  |  |
| Fonte: Ministero dell'interno |                               |                                    |       |       |    |  |  |  |  |

#### Sava
| Candidati                          | Candidati                     | II turno                      | II turno                      | I turno | I turno | Liste                        | Voti   | %     | Seggi |
| Candidati                          | Candidati                     | Voti                          | %                             | Voti    | %       | Liste                        | Voti   | %     | Seggi |
| ---------------------------------- | ----------------------------- | ----------------------------- | ----------------------------- | ------- | ------- | ---------------------------- | ------ | ----- | ----- |
|                                    | Aldo Maggi ✔️ Sindaco         | 5 019                         | 60,06                         | 4 451   | 42,56   | Partito Popolare Italiano    | 2 015  | 20,02 | 6     |
| Partito Democratico della Sinistra | Aldo Maggi ✔️ Sindaco         | 5 019                         | 60,06                         | 4 451   | 42,56   | 1 123                        | 11,16  | 3     |       |
| Patto dei Democratici              | Aldo Maggi ✔️ Sindaco         | 5 019                         | 60,06                         | 4 451   | 42,56   | 954                          | 9,48   | 3     |       |
|                                    | Francesco Cocco               | 3 337                         | 39,94                         | 1 499   | 14,33   | Alleanza Nazionale           | 1 319  | 13,10 | 1     |
| Seggio di coalizione               | Seggio di coalizione          | Seggio di coalizione          | 39,94                         | 1 499   | 14,33   | 1                            |        |       |       |
|                                    | Giovanni Battista De Cataldo  | Giovanni Battista De Cataldo  | Giovanni Battista De Cataldo  | 1 354   | 12,95   | Forza Italia                 | 1 389  | 13,80 | 2     |
| Seggio di coalizione               | Seggio di coalizione          | Seggio di coalizione          | Giovanni Battista De Cataldo  | 1 354   | 12,95   | 1                            |        |       |       |
|                                    | Cosima Buccoliero             | Cosima Buccoliero             | Cosima Buccoliero             | 944     | 9,03    | Intesa Democratica           | 1 091  | 10,84 | 1     |
| Seggio di coalizione               | Seggio di coalizione          | Seggio di coalizione          | Cosima Buccoliero             | 944     | 9,03    | 1                            |        |       |       |
|                                    | Vittorio Benvenuto Buccoliero | Vittorio Benvenuto Buccoliero | Vittorio Benvenuto Buccoliero | 628     | 6,01    | Cristiani Democratici Uniti  | 627    | 6,23  | –     |
| Seggio di coalizione               | Seggio di coalizione          | Seggio di coalizione          | Vittorio Benvenuto Buccoliero | 628     | 6,01    | 1                            |        |       |       |
|                                    | Patrizia Alba Teresa Pesare   | Patrizia Alba Teresa Pesare   | Patrizia Alba Teresa Pesare   | 413     | 3,95    | Federazione Democratica      | 405    | 4,02  | –     |
|                                    | Cosimo Damiano Sileno         | Cosimo Damiano Sileno         | Cosimo Damiano Sileno         | 398     | 3,81    | Rifondazione Comunista       | 387    | 3,85  | –     |
|                                    | Francesco Decataldo           | Francesco Decataldo           | Francesco Decataldo           | 351     | 3,36    | Ambiente Club                | 292    | 2,90  | –     |
|                                    | Vincenzo Martire              | Vincenzo Martire              | Vincenzo Martire              | 306     | 2,93    | Centro Cristiano Democratico | 359    | 3,57  | –     |
|                                    | Cosimo Damiano Delauro        | Cosimo Damiano Delauro        | Cosimo Damiano Delauro        | 113     | 1,08    | Puglia Nostra                | 104    | 1,03  | –     |
| Totale                             | Totale                        | 8 356                         | 100                           | 10 457  | 100     |                              | 10 065 | 100   | 20    |
|                                    |                               |                               |                               |         |         |                              |        |       |       |
| Fonte: Ministero dell'interno      |                               |                               |                               |         |         |                              |        |       |       |